# Liste der Baudenkmäler in Höchstadt an der Aisch
Auf dieser Seite sind die Baudenkmäler in der mittelfränkischen Stadt Höchstadt an der Aisch zusammengestellt. Diese Tabelle ist eine Teilliste der Liste der Baudenkmäler in Bayern. Grundlage ist die Bayerische Denkmalliste, die auf Basis des Bayerischen Denkmalschutzgesetzes vom 1. Oktober 1973 erstmals erstellt wurde und seither durch das Bayerische Landesamt für Denkmalpflege geführt wird. Die folgenden Angaben ersetzen nicht die rechtsverbindliche Auskunft der Denkmalschutzbehörde.

## Ensembles

### Ensemble Kellerberg
Zusammenhängende Kelleranlage (Lage) des 17./18. Jahrhunderts: leicht ansteigender Hohlweg, in dessen Böschungen beiderseits Kellereingänge mit aufgesetzten Kellerhäuschen; die ältesten Walmdachbauten spätes 18. Jahrhundert. Mit schattenspendendem Baumbewuchs. Aktennummer: E-5-72-135-1.
Die Einzeldenkmäler innerhalb des Ensembles sind:

| Lage                     | Objekt         | Beschreibung                                                                                   | Akten-Nr.              | Bild           |
| ------------------------ | -------------- | ---------------------------------------------------------------------------------------------- | ---------------------- | -------------- |
| Kellerberg 2 (Standort)  | Kellerhäuschen | Mit Walmdach mit Ecklisenen, spätes 18. Jahrhundert                                            | D-5-72-135-44 Wikidata | weitere Bilder |
| Kellerberg 4 (Standort)  | Kellerhäuschen | Kleiner massiver Walmdachbau mit rundbogigem Kellereingang, spätes 18. Jahrhundert             | D-5-72-135-45 Wikidata | weitere Bilder |
| Kellerberg 5 (Standort)  | Kellerhäuschen | Kleiner massiver Satteldachbau mit rundbogigem Kellerabgang, spätes 18. Jahrhundert            | D-5-72-135-46 Wikidata | weitere Bilder |
| Kellerberg 17 (Standort) | Kellerhäuschen | Walmdachbau mit Stichbogentor, spätes 18. Jahrhundert                                          | D-5-72-135-48 Wikidata | weitere Bilder |
| Kellerberg 21 (Standort) | Kellerhäuschen | Massivbau mit Ecklisenen und Gesimsgliederung, spätes 18. Jahrhundert; Satteldachaufbau modern | D-5-72-135-49 Wikidata | weitere Bilder |

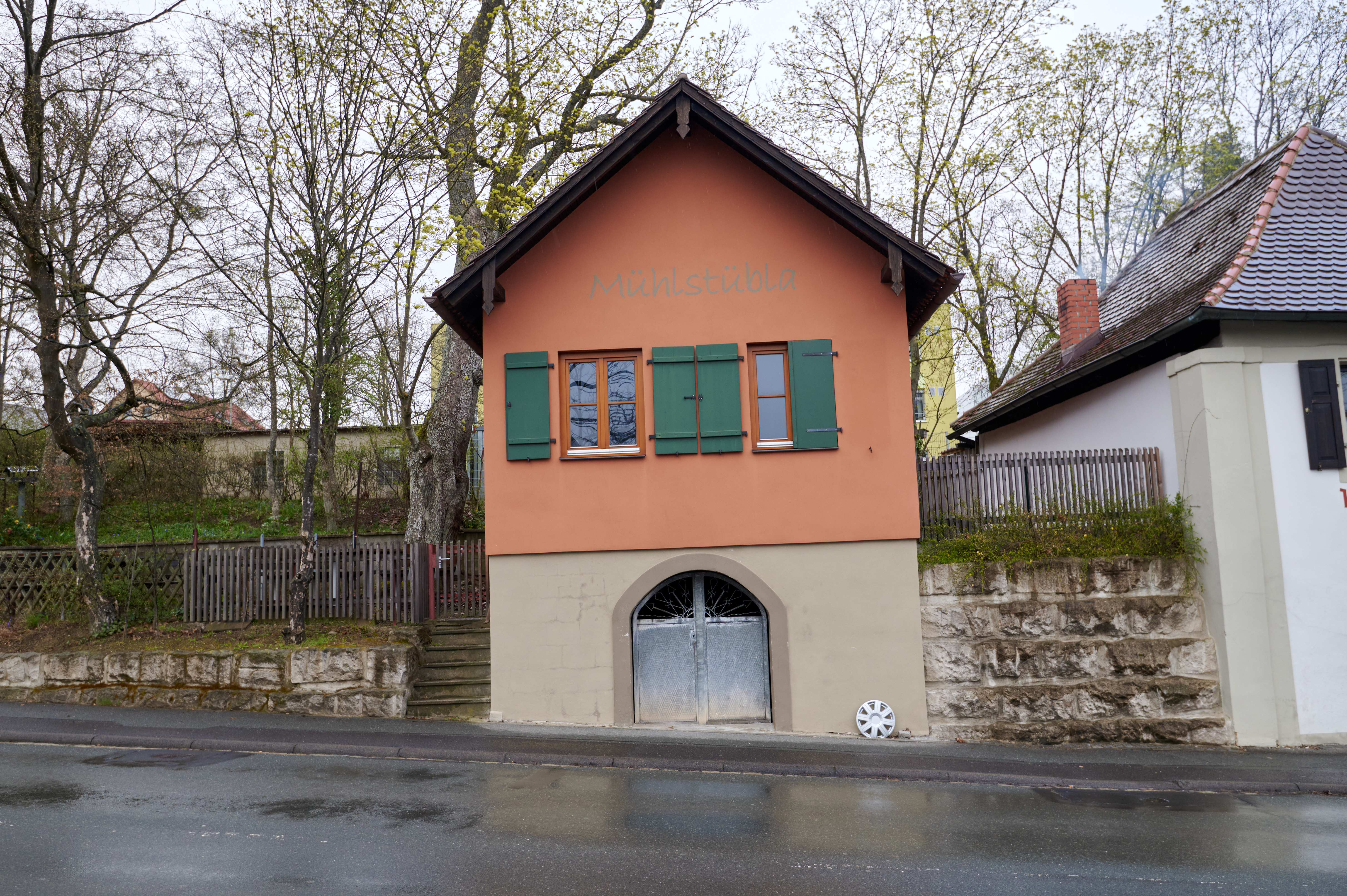
Kellerberg 3
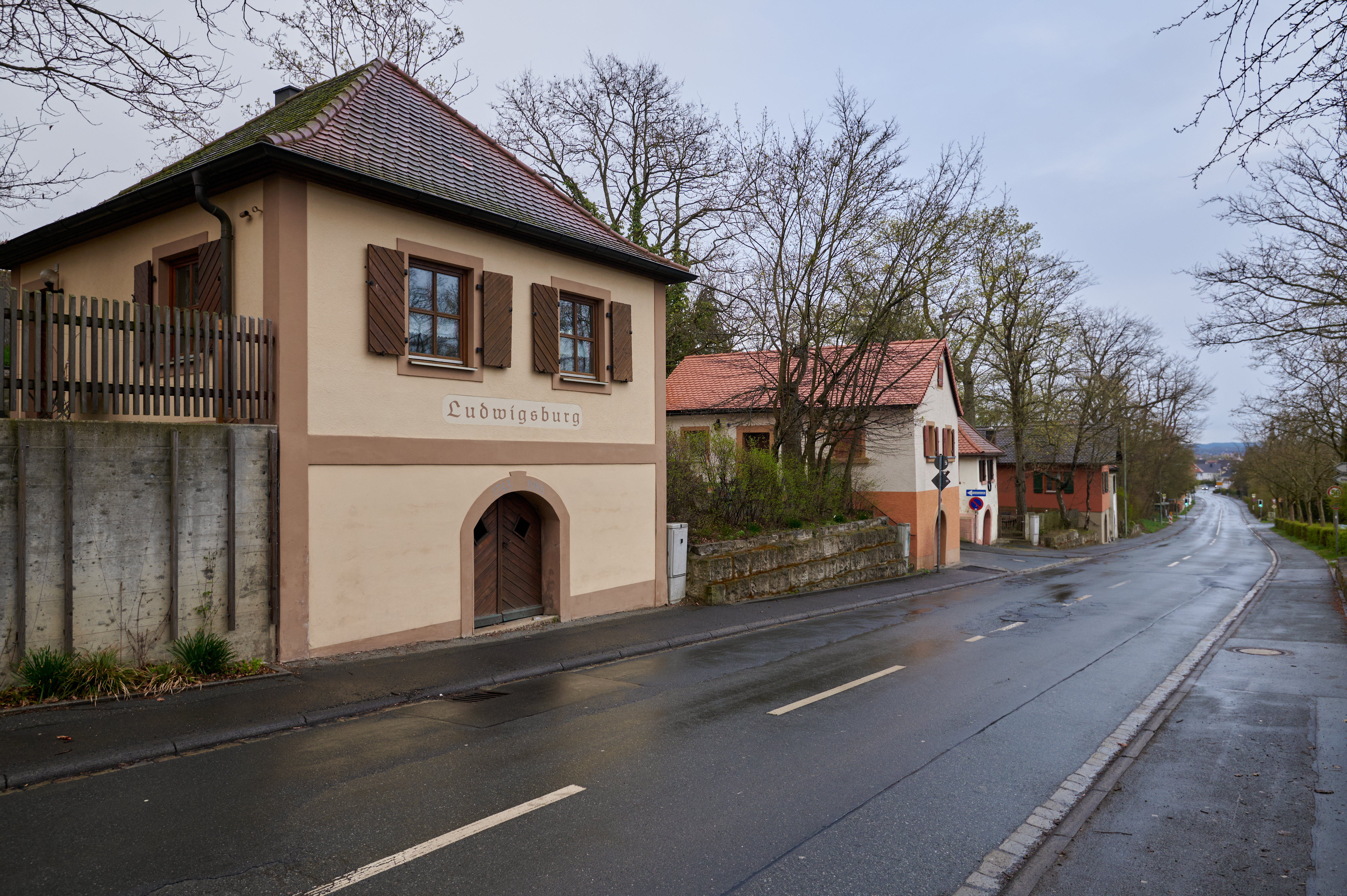
Kellerberg 6, 5, 4
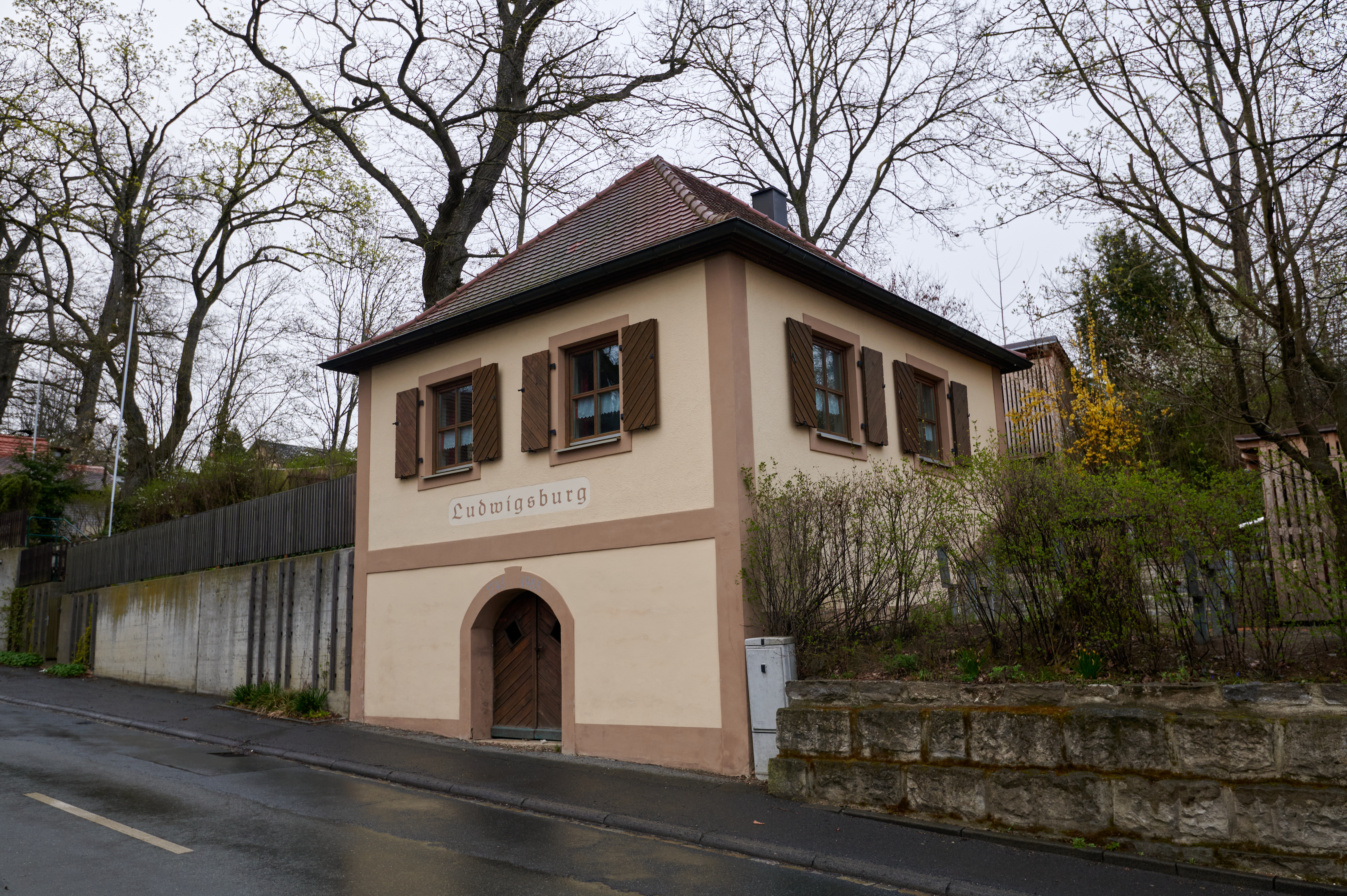
Kellerberg 6
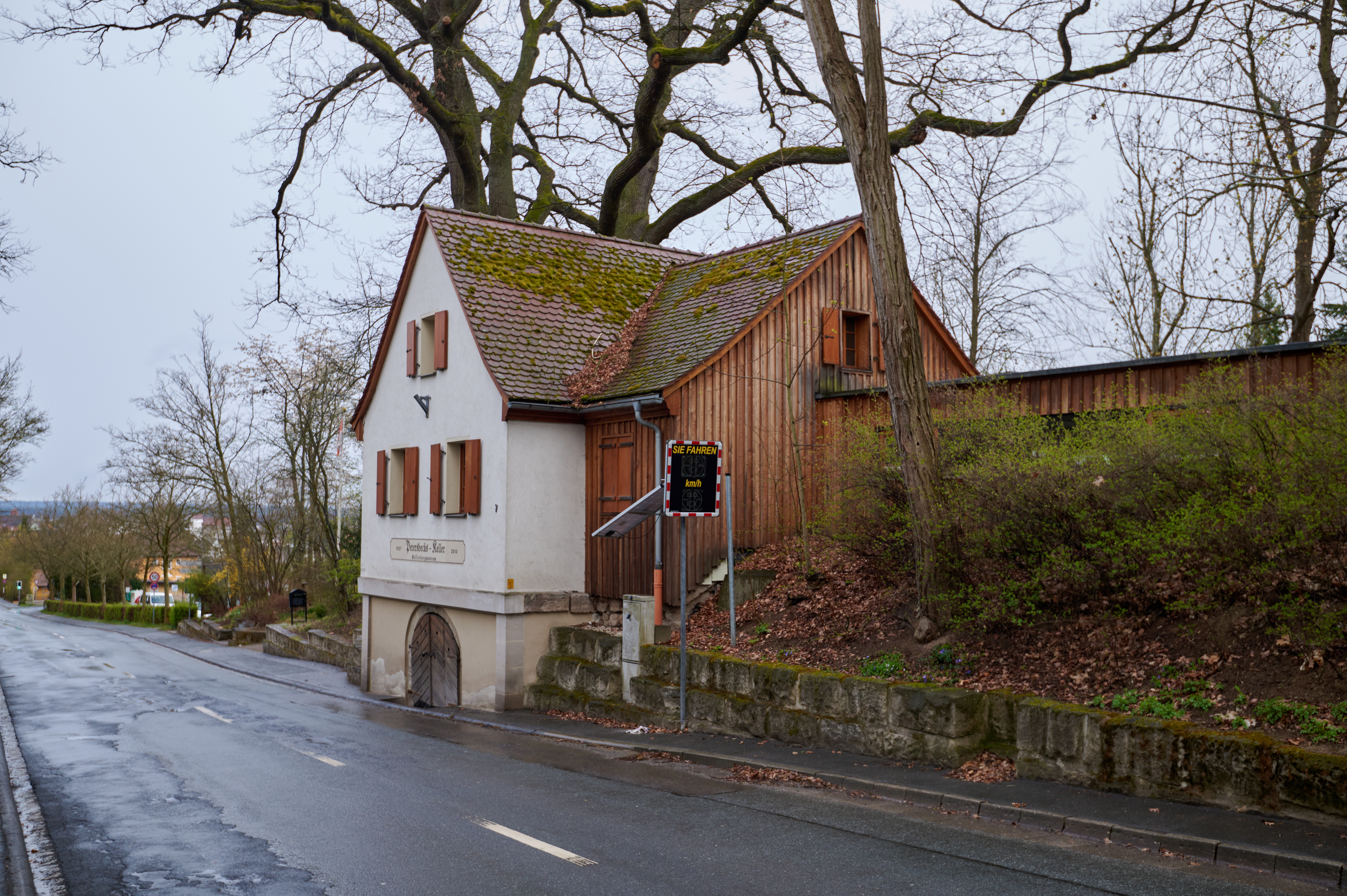
Kellerberg 7
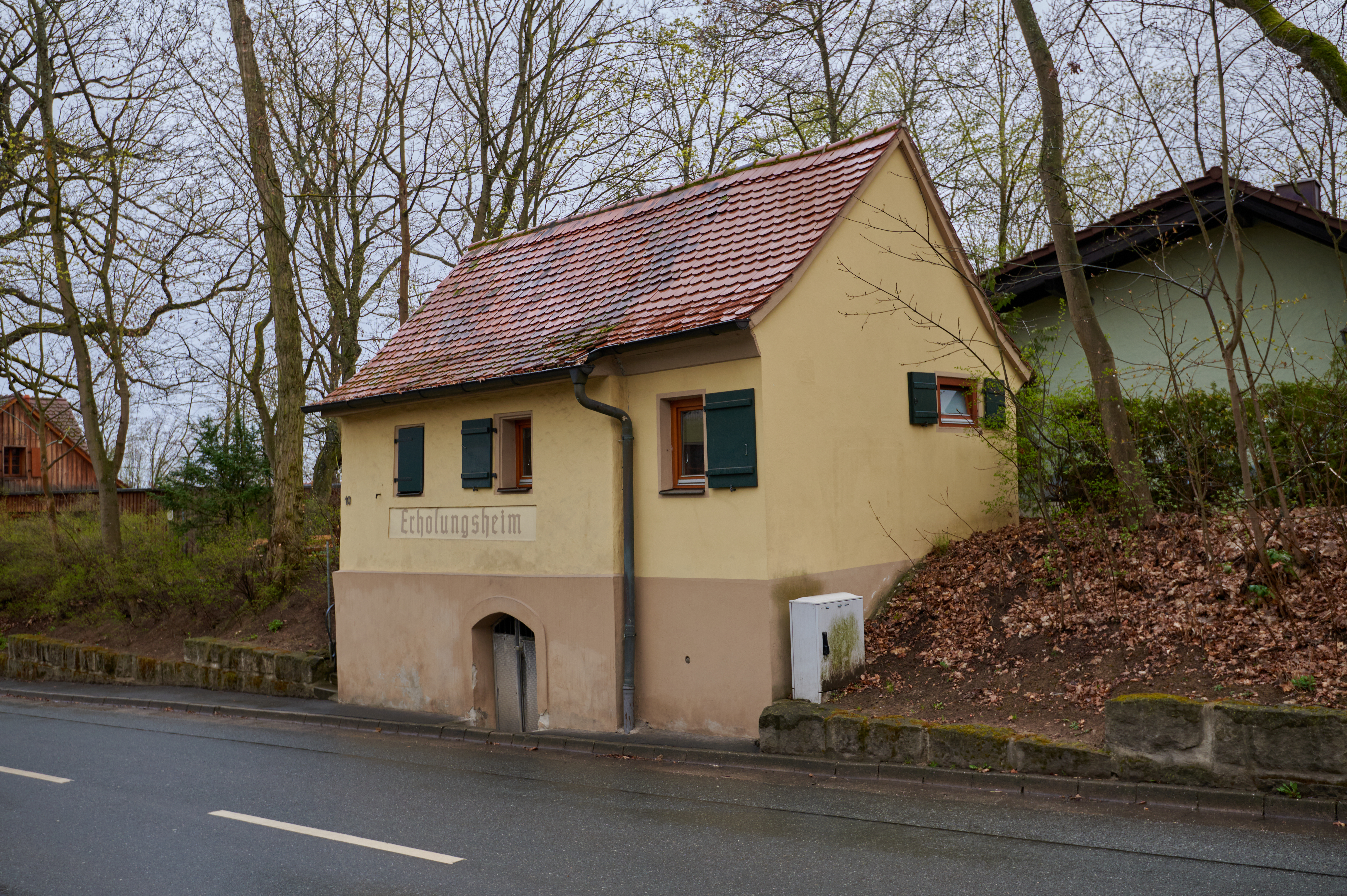
Kellerberg 10
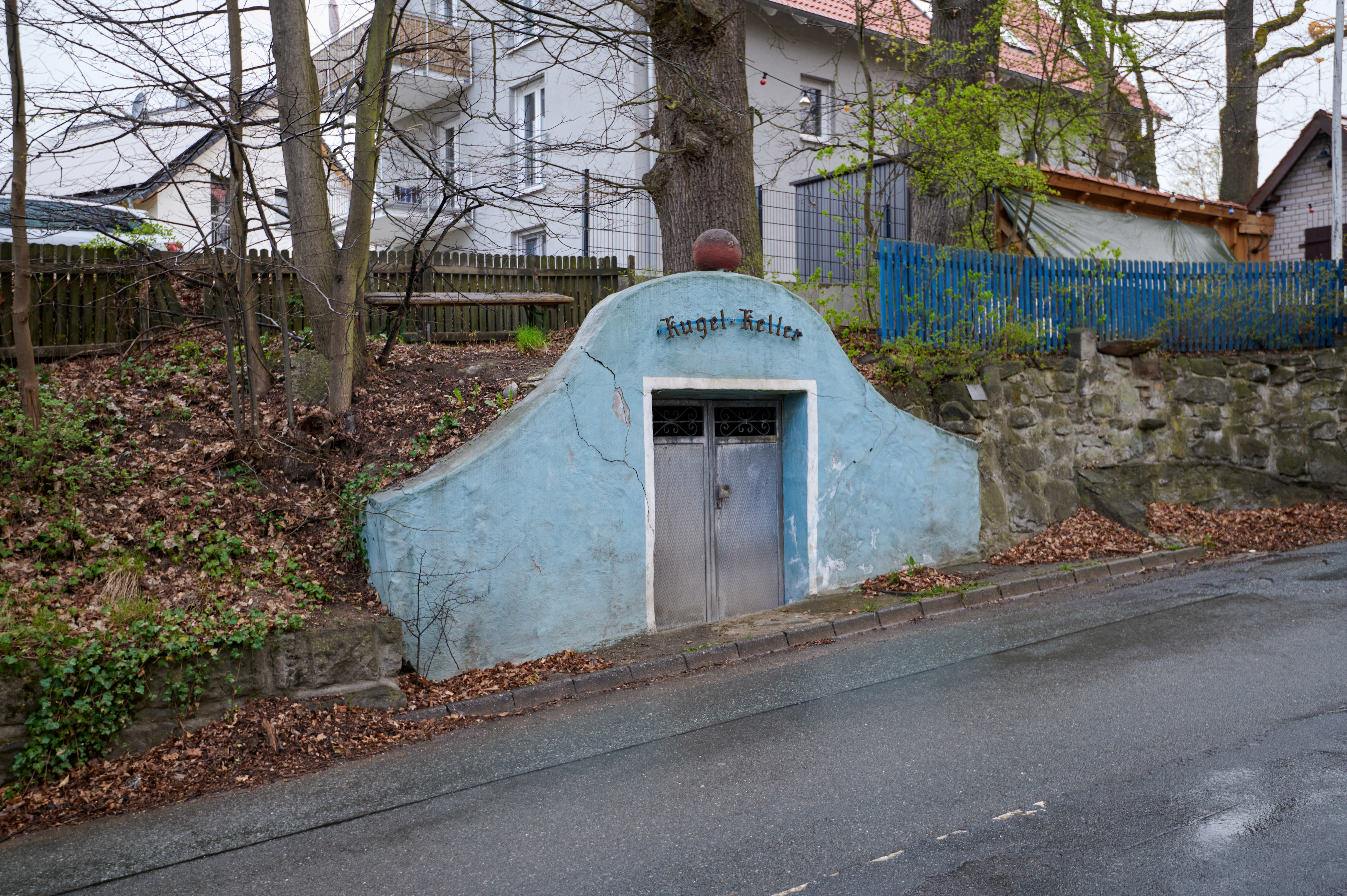
bei Kellerberg 14
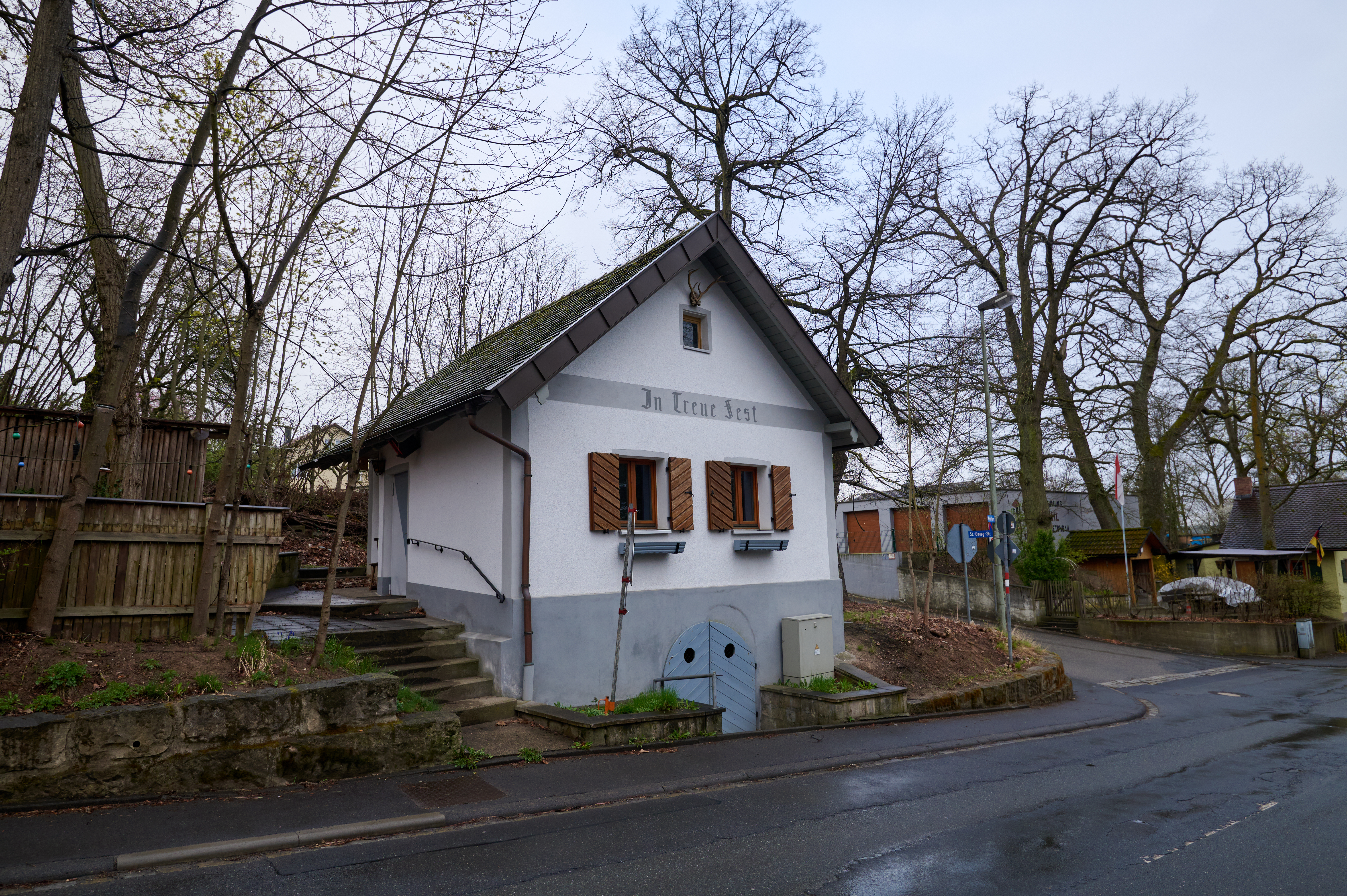
Kellerberg 15
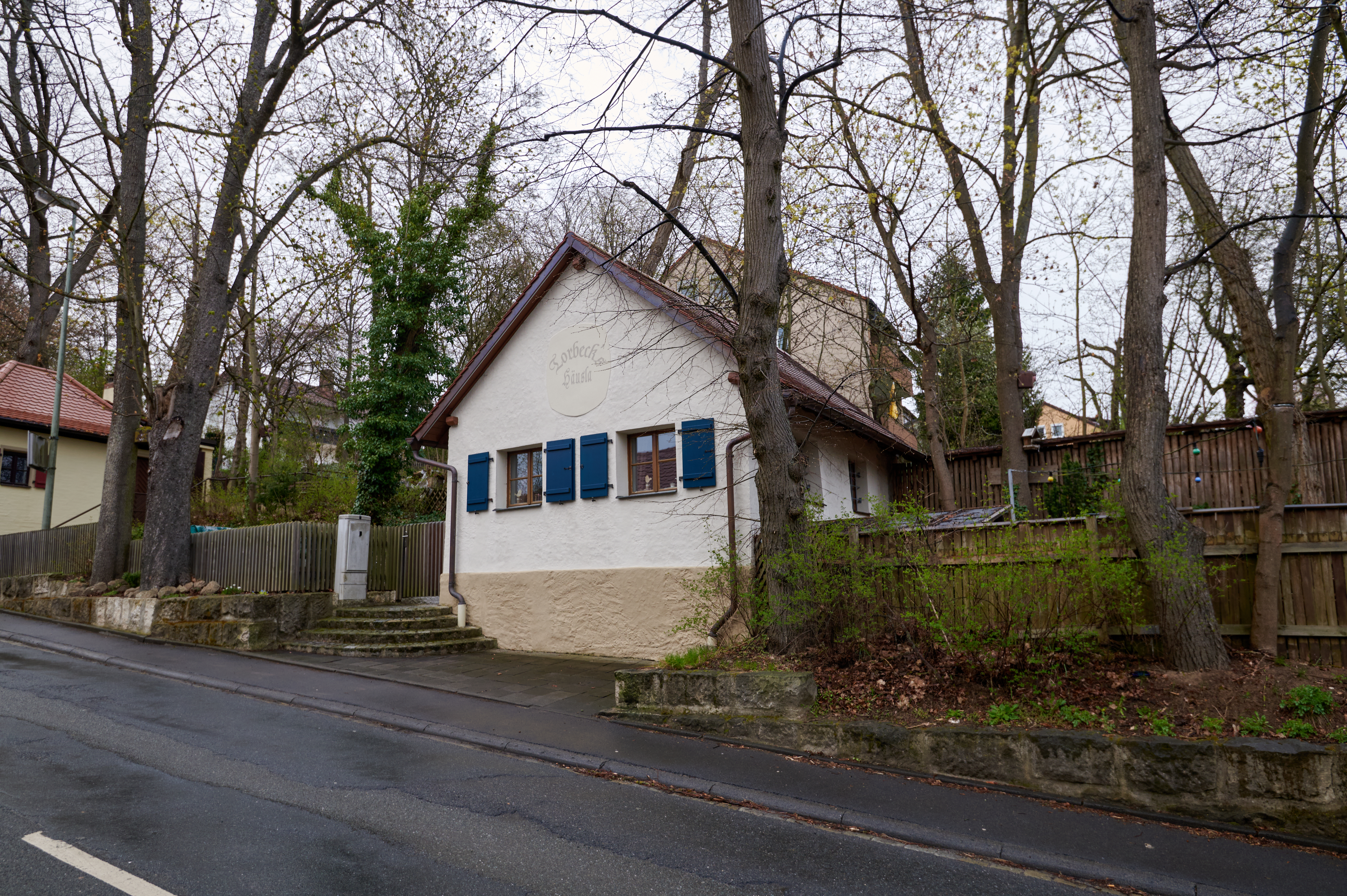
Kellerberg 16
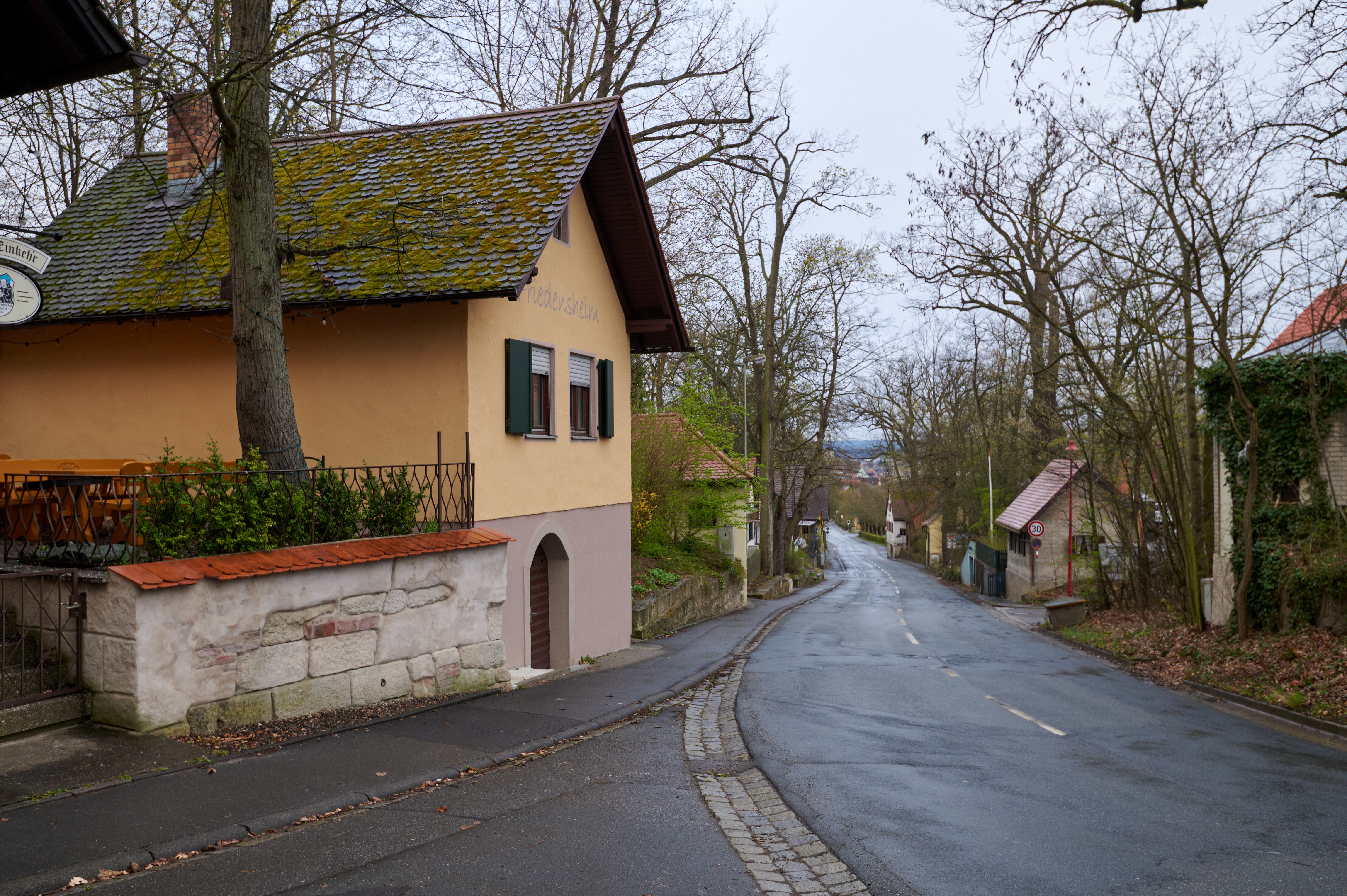
Kellerberg 18
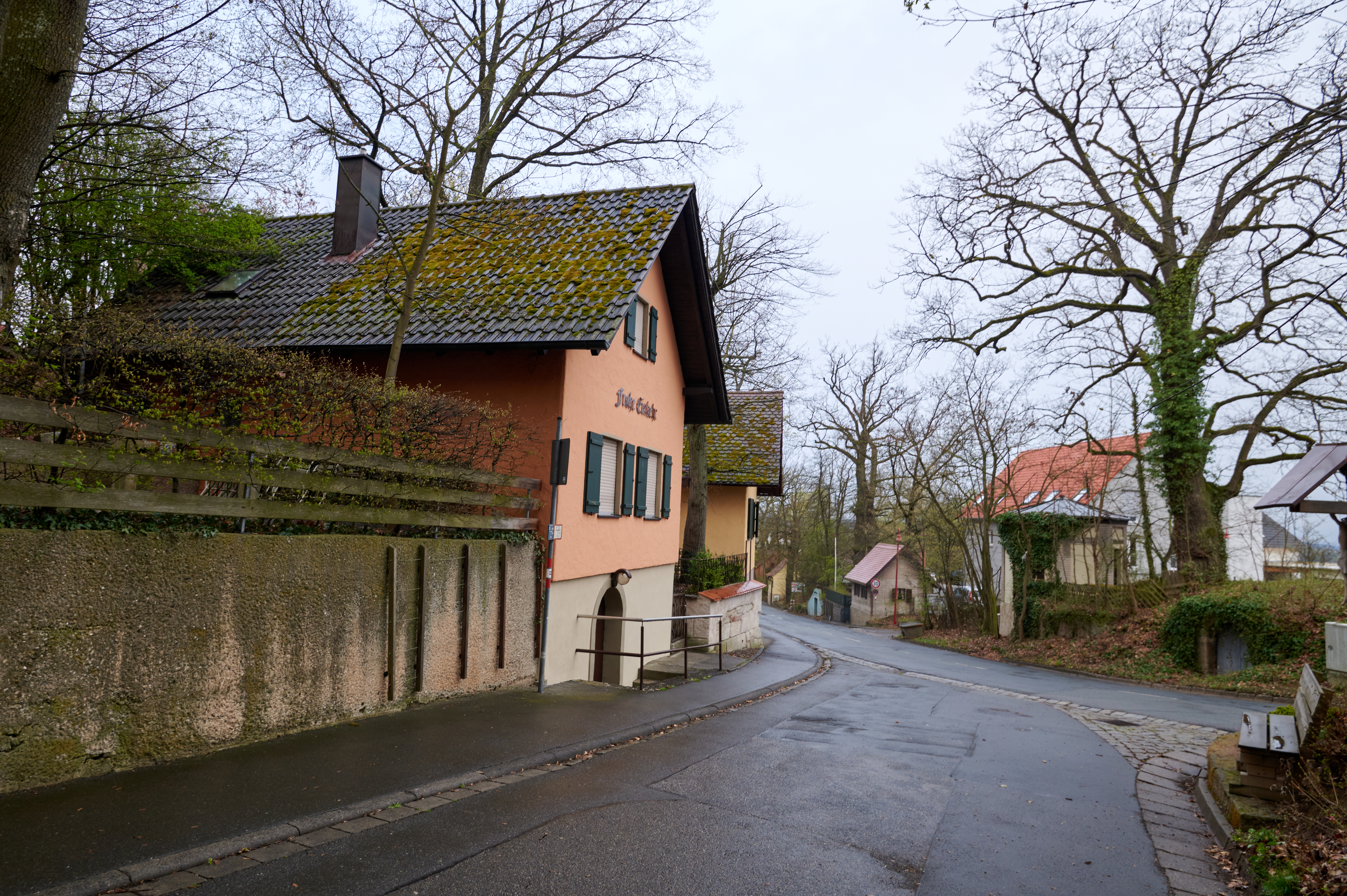
Kellerberg 19
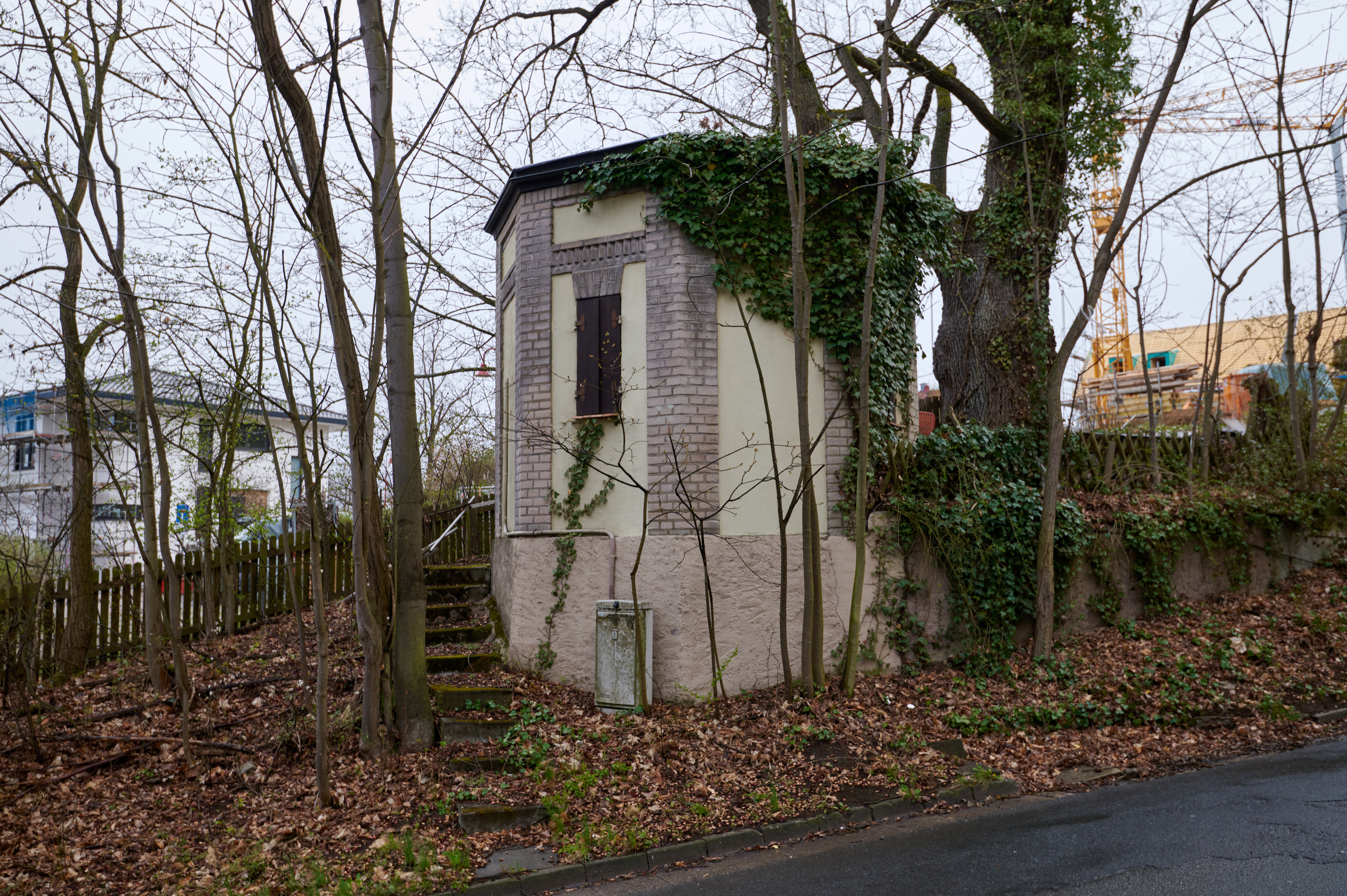
Kellerberg 20

## Stadtbefestigung
Der aus der Burgsiedlung hervorgegangene Ort wurde im 13./14. Jahrhundert stadtmäßig ausgebaut und befestigt. Von der im 14./15. Jahrhundert errichteten Stadtmauer sind große Teile erhalten: auf der West- und Nordseite durchgehend zwischen Schloss und dem ehemaligen Pfeifftor am nördlichen Ausgang zur Hauptstraße; auf der Nordost- und Ostseite bruchstückhaft entlang Am Graben sowie zwischen Kirchhof und Stadtturm; auf der Südostseite wieder zusammenhängend zwischen Stadtturm und Schloss. Von den Toren steht dasjenige am südöstlichen Ausgang der Hauptstraße (Stadtturm). Von einer weiteren, spätmittelalterlichen, wohl nie zu Ende geführten Ummauerung der Vorstädte künden zwei Abschnitte, der eine entlang dem Heldenfriedhof, der andere am Treibweg.
- Am Brauhaus 3, 4, 5, 6, 7, 9, 11, 12, an der Grundstücksgrenze (Lage)
- Badgasse 10, an der Grundstücksgrenze (Lage)
- Brückenstraße 1, 2, 4, 6, 6 a, an der Grundstücksgrenze (Lage)
- Dr.-Haas-Gasse 3, an der Grundstücksgrenze (Lage)
- Dr.-Haas-Gasse 5, an der Grundstücksgrenze (Lage)
- Gerbergasse 3, 4, 5, 5 a, 6, 7, 8, 9, 10, 11, 12 (Lage)
- Hauptstraße 2 (Lage)
- In der Brannerstadt 1, an der Grundstücksgrenze (Lage)
- In der Brannerstadt 2, an der Grundstücksgrenze (Lage)
- In der Brannerstadt 4, an der Grundstücksgrenze (Lage)
- Kirchgasse 10, an der Grundstücksgrenze (Lage)
- Nähe Spitalstraße (Lage).

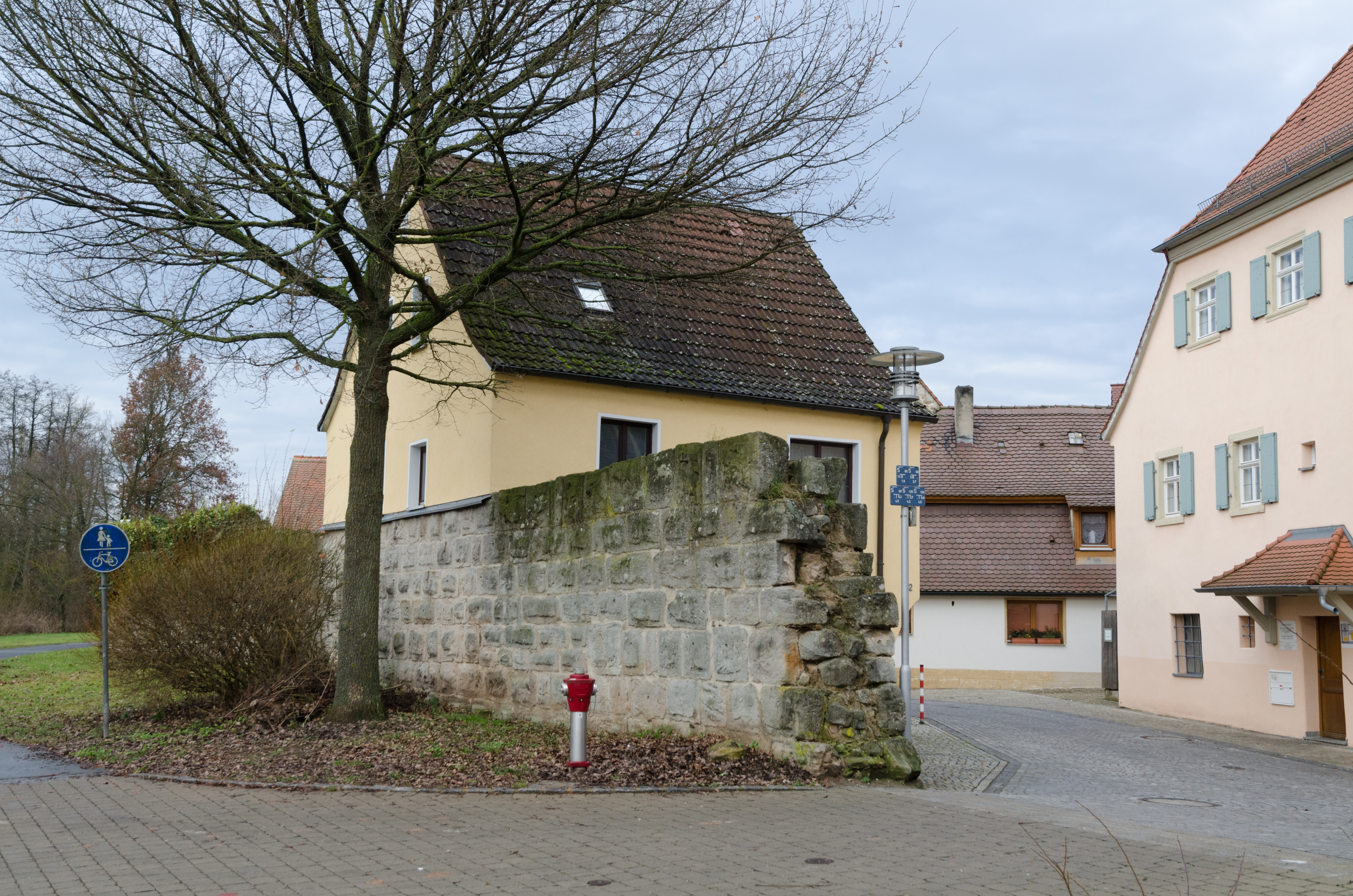
Stadtmauer an der Badgasse
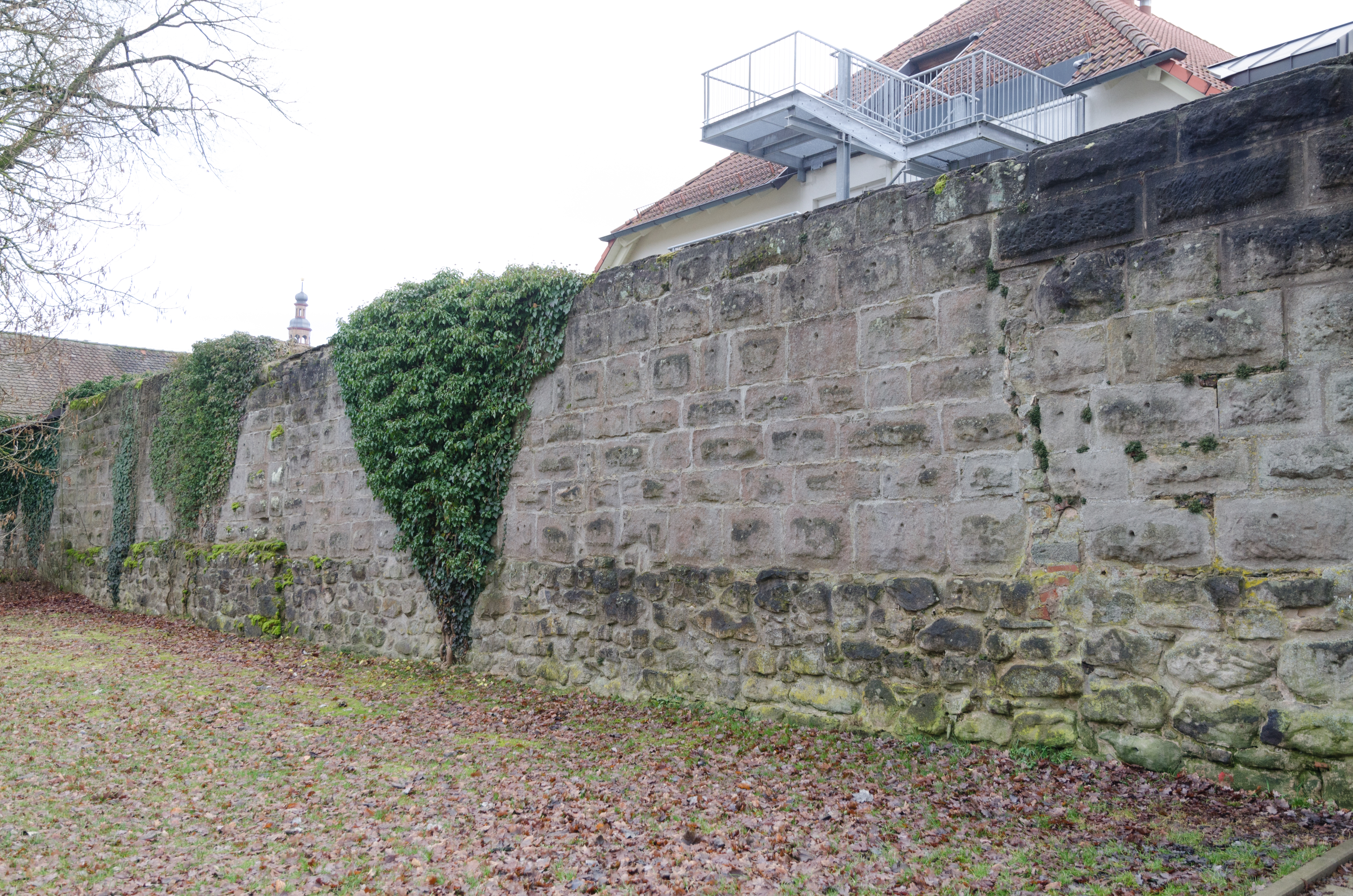
Stadtmauer an der Dr.-Haas-Gasse
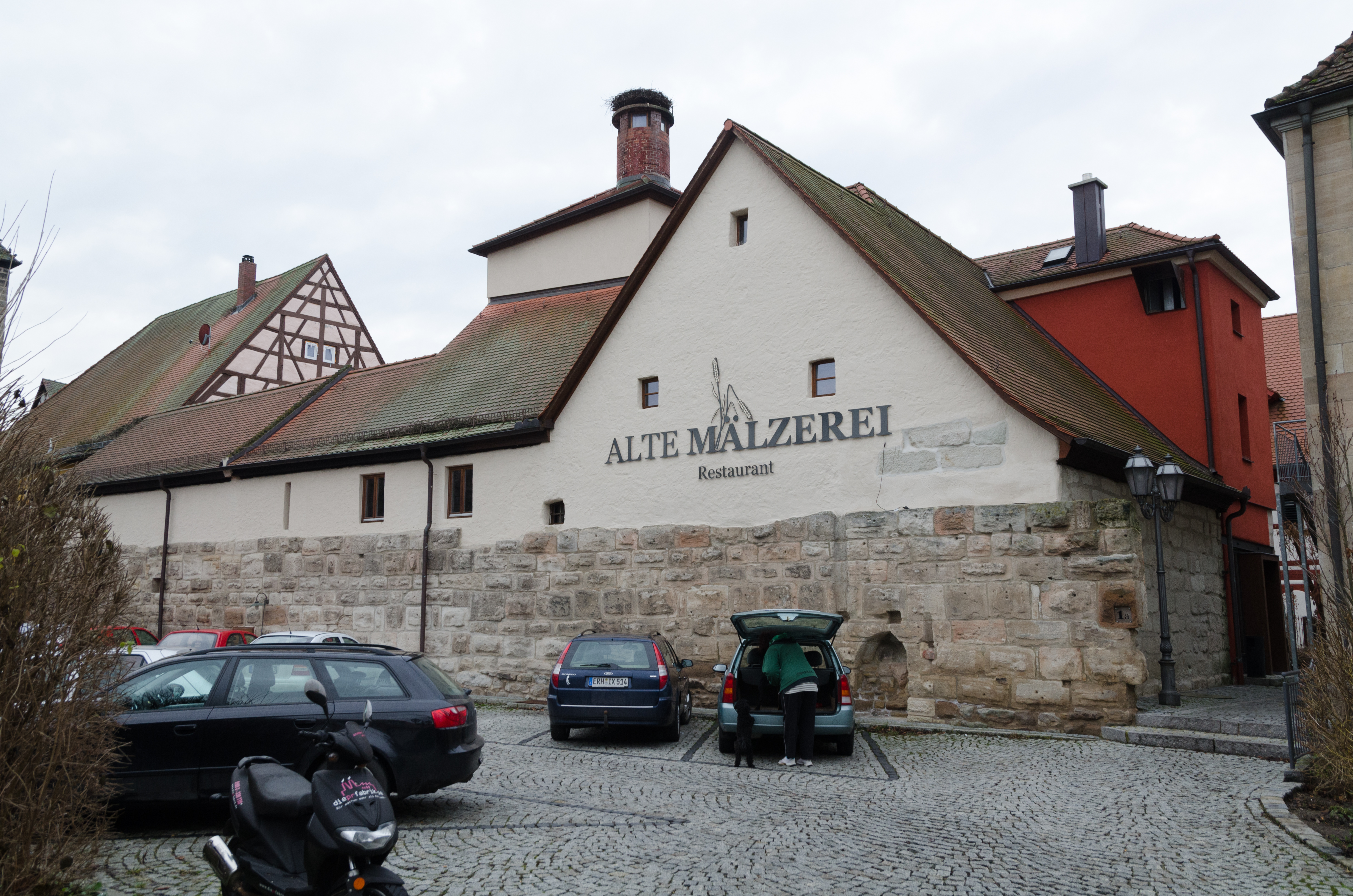
Stadtmauer bei Hauptstraße 2
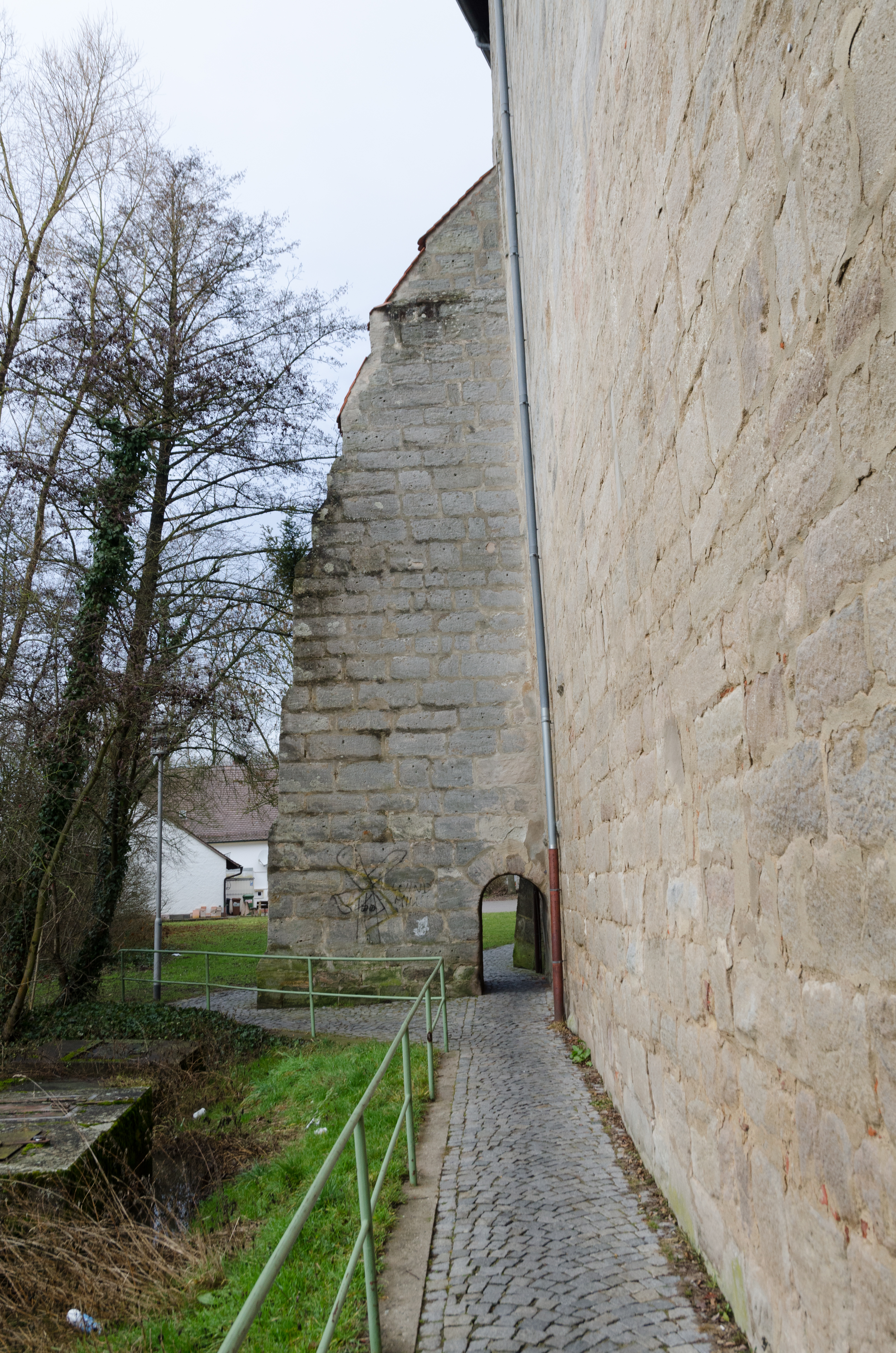
Stadtmauer westlich unterhalb des Schlosses

Aktennummer: D-5-72-135-1.
Das Stadttor wird unter einer separaten Aktennummer geführt:

| Lage                     | Objekt                                                   | Beschreibung | Akten-Nr.              | Bild           |
| ------------------------ | -------------------------------------------------------- | --- | ---------------------- | -------------- |
| Am Stadttor 2 (Standort) | Stadttor, auch Schlagtor, Türmerstor oder Nürnberger Tor | Erhaltener Torturm mit Vorwerk des zweiten Mauerrings, Sandsteinbuckelquader mit Saumschlag und Zangenlöschern, spitzbogige Tordurchfahrt, Abschluss durch barocke Achteckhaube, drei Inschriftentafeln auf der Stadtseite, östlich zweigeschossiger Vorbau, auf der Nordseite Freitreppenaufgang aus Sandsteinquadern mit Schmiedeeisengittern, 14./15. Jahrhundert | D-5-72-135-21 Wikidata | weitere Bilder |

## Baudenkmäler nach Ortsteilen

### Höchstadt
| Lage                                                                               | Objekt | Beschreibung | Akten-Nr.               | Bild           |
| ---------------------------------------------------------------------------------- | --- | --- | ----------------------- | -------------- |
| Aisch; Alte Aischbrücke; Sauanger (Standort)                                       | Alte Brücke über die Aisch                                                                                               | Gewölbte Sandsteinbrücke mit sieben Rundbögen und oberstromseitig keilförmig verstärkten Brückenpfeilern, massiv gemauerte Brüstung mit kleinen Entwässerungsöffnungen, im Kern 14. Jahrhundert, Ausbau zwischen 1620 und 1644, sowie 18. Jahrhundert | D-5-72-135-76 Wikidata  | weitere Bilder |
| Alte Aischbrücke, auf der westlichen Brüstung (Standort)                           | Figur des heiligen Nepomuk                                                                                               | Um 1750 | D-5-72-135-76 Wikidata  | weitere Bilder |
| Am Brauhaus 1 (Standort)                                                           | Wohnhaus | Zweigeschossiger traufständiger Satteldachbau mit Zierfachwerkobergeschoss, erstes Drittel 18. Jahrhundert | D-5-72-135-62 Wikidata  | weitere Bilder |
| Am Kirchplatz 2 (Standort)                                                         | Wohnhaus | Zweigeschossiger Walmdachbau, Fachwerk, erste Hälfte 19. Jahrhundert | D-5-72-135-54 Wikidata  | weitere Bilder |
| Am Kirchplatz 4 (Standort)                                                         | Katholische Pfarrkirche St. Georg                                                                                        | Ursprünglich dreischiffige Staffelhalle, barock als Emporenbasilika umgestaltet, mit eingezogenem Chor und Chorflankenturm, zweite Hälfte 14. Jahrhundert, die Untergeschosse des Südturmes Ende 13./14. Jahrhundert; Erweiterung des Langhauses 1551–1571, Barockisierung nach Plänen von Anselm Franz Reichsfreiherr von Ritter zu Groenesteyn 1728–1730, dabei Verlängerung des Langhauses nach Westen um ein Joch, Neugestaltung der Westfassade, sowie Erhöhung des Turmes; mit Ausstattung | D-5-72-135-53           | weitere Bilder |
| Am Kirchplatz 4 (Standort)                                                         | Kirchhofmauer | In Teilen erhalten, Sandsteinquader, teilweise verputzt, mit Ziegelverdachung, auf der Innenseite Stichbogennischen, 18. Jahrhundert, mit älteren Teilen | D-5-72-135-53           | weitere Bilder |
| Am Kirchplatz 4 (Standort)                                                         | Ölberganlage | Hügelartige Grotte aus Tuffstein, Anfang 19. Jahrhundert, darin Ölbergfiguren aus Ton, polychrom, 1540 | D-5-72-135-53           | weitere Bilder |
| Am Kirchplatz 5 (Standort)                                                         | Pfarrhaus | Zweigeschossiger massiver Walmdachbau mit betonter Mittelachse, spätklassizistisch, bezeichnet mittels Chronogramm „1884“ | D-5-72-135-55 Wikidata  | weitere Bilder |
| Nähe Kirchplatz (Standort)                                                         | Nebengebäude | | D-5-72-135-55 Wikidata  | BW             |
| Nähe Kirchplatz (Standort)                                                         | Einfriedung | Mauer mit Blendnischen und Torpfeilern, gleichzeitig | D-5-72-135-55           | weitere Bilder |
| Nähe Kirchplatz (Standort)                                                         | Pavillon | achtseitiger Zentralbau mit Blendnischen und Akroterien, gleichzeitig | D-5-72-135-55           | weitere Bilder |
| Nähe An der Schwedenschanze, Pfarrer-Eckert-Straße (Standort)                      | Martersäule | Bezeichnet „1707“ | D-5-72-135-83 Wikidata  | BW             |
| An der Stadtmühle 1 (Standort)                                                     | Stadtmühle | Zweigeschossiger Sandsteinquaderbau mit Eckpilastern und Gurtgesims, Mansarddach, bezeichnet „1775“ | D-5-72-135-73 Wikidata  | weitere Bilder |
| An der Stadtmühle 1 (Standort)                                                     | Scheune | Gleichzeitig, eingeschossiger Halbwalmdachbau | D-5-72-135-73 Wikidata  | weitere Bilder |
| Badgasse 2 (Standort)                                                              | Wohnhaus | Zweigeschossiges Giebelhaus mit Fachwerkobergeschoss, zweite Hälfte 17. Jahrhundert, westlicher Traufseitanbau, Erdgeschoss modernisiert | D-5-72-135-6 Wikidata   | weitere Bilder |
| Badgasse 7 (Standort)                                                              | Ackerbürgerhaus und Geburtshaus Dr. Johannes Spix (1781–1826)                                                            | Zweigeschossiger giebelständiger Satteldachbau mit westlichem Walmdachanbau, Fachwerk verputzt, 18. und Mitte 19. Jahrhundert | D-5-72-135-142 Wikidata | weitere Bilder |
| Badgasse 7 (Standort)                                                              | Hausfigur und Gedenktafel                                                                                                | | D-5-72-135-142 Wikidata | BW             |
| Bahnhofstraße; an der Straßengabelung Forchheim-Weisendorf-Sterpersdorf (Standort) | Steinkreuz | Sandstein, wohl 17. Jahrhundert | D-5-72-135-84           | weitere Bilder |
| Bahnhofstraße 9 (Standort)                                                         | Ehemalige Pinselfabrik Fr. Hofmann, später Schuhfabrik Manz: Borstenzurichterei                                          | Monumentaler dreigeschossiger Sichtziegelsteinbau mit Walmdach, Mittelrisalit, Gesimsgliederung und kolossalen Halbsäulen, in expressionistisch-neuklassizistischen Formen, von Wilhelm Hammer, 1923 | D-5-72-135-8 Wikidata   | weitere Bilder |
| Bahnhofstraße 9 (Standort)                                                         | Ehemalige Pinselfabrik Fr. Hofmann, später Schuhfabrik Manz: Kesselhaus                                                  | Erdgeschossiger Halbwalmdachbau, mit Rund- und Segmentbogenfenstern und Toreinfahrten, beide von Wilhelm Hammer, 1923 | D-5-72-135-8 Wikidata   | weitere Bilder |
| Bamberger Straße 2 (Standort)                                                      | Wohnhaus | Zweigeschossiger traufständiger Satteldachbau mit verputztem Fachwerkobergeschoss, wohl 18. Jahrhundert | D-5-72-135-9 Wikidata   | BW             |
| Bamberger Straße vor Nr. 3 (Standort)                                              | Bildstock | Auf schmalem Sockel balusterartiger Schaft mit vierseitigem Aufsatz und Bekrönungskreuz, bezeichnet „1737“ | D-5-72-135-79 Wikidata  | weitere Bilder |
| Bamberger Straße 9 (Standort)                                                      | Kreuzschlepper | Hochrechteckiger Sockel mit profilierter Abdeckplatte, darauf kreuztragender Christus, bezeichnet am Sockel „1728“ | D-5-72-135-77 Wikidata  | weitere Bilder |
| Brückenstraße 9 (Standort)                                                         | Barocke Torpfeiler | Sandstein, wohl 18. Jahrhundert | D-5-72-135-13 Wikidata  | weitere Bilder |
| Dr.-Haas-Gasse 5 (Standort)                                                        | Wohnhaus | Zweigeschossiger massiver Walmdachbau in Ecklage, erste Hälfte 19. Jahrhundert | D-5-72-135-15 Wikidata  | BW             |
| Engelgasse 3 (Standort)                                                            | Bauernanwesen | Eingeschossiger traufständiger Mansardhalbwalmdachbau mit geohrten Fensterrahmungen und Eckpilaster mit Bandelwerkfüllung, nördliche Giebelwand Fachwerk, Mitte 18. Jahrhundert | D-5-72-135-17 Wikidata  | BW             |
| Engelgasse 3 (Standort)                                                            | Bauernanwesen, zugehörige Fachwerkscheune                                                                                | Mitte 18. Jahrhundert | D-5-72-135-17 Wikidata  | BW             |
| Färbergasse 4 (Standort)                                                           | Kleinhaus | Eingeschossiger Mansardhalbwalmdachbau, frühes 19. Jahrhundert | D-5-72-135-18 Wikidata  | weitere Bilder |
| Gänsängerlein (Standort)                                                           | Bildstock | Diamantsockel (erneuert), runder gebauchter Schaft mit vierseitigem Aufsatz, bezeichnet „1614“ | D-5-72-135-80 Wikidata  | weitere Bilder |
| Nähe Große Bauerngasse; am alten Weg nach Weingartsgreuth (Standort)               | Steinkreuz | Wohl 17. Jahrhundert | D-5-72-135-85           | BW             |
| Nähe Große Bauerngasse; an der Straße nach Medbach (Standort)                      | Zwei Steinkreuze | Wohl 17. Jahrhundert | D-5-72-135-87 Wikidata  | weitere Bilder |
| Nähe Große Bauerngasse; an der Straße nach Medbach (Standort)                      | Ein Ruhstein | 18. Jahrhundert | D-5-72-135-87           | BW             |
| Große Bauerngasse 2, 4 (Standort)                                                  | Wohnhaus | Zweigeschossiger Walmdachbau, 18. Jahrhundert | D-5-72-135-20           | BW             |
| Nähe Große Bauerngasse (Standort)                                                  | Barocke Hoftorpfeiler | Genutet mit Kugelaufsätzen und stichbogiger Fußgängerpforte, Mitte 18. Jahrhundert | D-5-72-135-20           | weitere Bilder |
| Hauptstraße 1 (Standort)                                                           | Wohnhaus | Zweigeschossiger giebelständiger Halbwalmdachbau mit Fachwerkobergeschoss, 18./frühes 19. Jahrhundert | D-5-72-135-22 Wikidata  | weitere Bilder |
| Hauptstraße 1 (Standort)                                                           | Madonnenfigur | 18. Jahrhundert | D-5-72-135-22 Wikidata  | weitere Bilder |
| Hauptstraße 2 (Standort)                                                           | Bürgerhaus | Zweigeschossiger Walmdachbau, im Kern 18. Jahrhundert, modernisiert | D-5-72-135-23 Wikidata  | weitere Bilder |
| Hauptstraße 3 (Standort)                                                           | Hotel Alte Schranne | Zweigeschossiger traufständiger Halbwalmdachbau in Ecklage mit Zierfachwerkobergeschoss, erste Hälfte 18. Jahrhundert und bezeichnet „1835“ | D-5-72-135-24 Wikidata  | weitere Bilder |
| Hauptstraße 4 (Standort)                                                           | Bürgerhaus | Zweigeschossiger traufständiger Walmdachbau mit verputztem Fachwerkobergeschoss und Rokoko-Zierrat, um 1750 | D-5-72-135-25 Wikidata  | weitere Bilder |
| Hauptstraße 5 (Standort)                                                           | Ehemaliges Rathaus | Zweigeschossiger Massivbau mit Walmdach, Mittelrisaliten und Lisenen- und Gesimsgliederung, im Westen Fassadenturm mit Tonnenaufsatz, um 1870 | D-5-72-135-26 Wikidata  | weitere Bilder |
| Hauptstraße 6 (Standort)                                                           | Ehemaliger Gasthof Krone                                                                                                 | Zweigeschossiger traufständiger Halbwalmdachbau in Ecklage mit Fachwerkobergeschoss, wohl 17./18. Jahrhundert, teilweise modernisiert | D-5-72-135-27 Wikidata  | weitere Bilder |
| Hauptstraße 7 (Standort)                                                           | Bürgerhaus | Zweigeschossiger giebelständiger Satteldachbau mit Zierfachwerkobergeschoss, erste Hälfte 18. Jahrhundert | D-5-72-135-28 Wikidata  | weitere Bilder |
| Hauptstraße 7 (Standort)                                                           | Hausmadonna | Holz, gefasst, erstes Viertel 18. Jahrhundert | D-5-72-135-28 Wikidata  | weitere Bilder |
| Hauptstraße 8 (Standort)                                                           | Bürgerhaus | Zweigeschossiger Walmdachbau in Ecklage, im Kern, 17. Jahrhundert, bezeichnet „1821“, modernisiert | D-5-72-135-29 Wikidata  | weitere Bilder |
| Hauptstraße 10 (Standort)                                                          | Bürgerhaus | Zweigeschossiger Walmdachbau mit verputztem Fachwerkobergeschoss, zweite Hälfte 18. Jahrhundert | D-5-72-135-30 Wikidata  | weitere Bilder |
| Hauptstraße 16 (Standort)                                                          | Bürgerhaus | Dreigeschossiger massiver Walmdachbau, im Kern 18. Jahrhundert, zweites Obergeschoss modern aufgestockt | D-5-72-135-50 Wikidata  | weitere Bilder |
| Hauptstraße 19 (Standort)                                                          | Ackerbürgeranwesen: Bürgerhaus                                                                                           | Zweigeschossiger, giebelständiger Satteldachbau mit Fachwerkobergeschoss und -giebel mit Schopf, dendro.dat. 1713 | D-5-72-135-31 Wikidata  | weitere Bilder |
| Hauptstraße 19 (Standort)                                                          | Ackerbürgeranwesen: Scheune                                                                                              | Sandsteinquaderbau mit Satteldach, 18./1. Hälfte 19. Jh. | D-5-72-135-31           | BW             |
| Hauptstraße 19 (Standort)                                                          | Ackerbürgeranwesen: Stallgebäude                                                                                         | langgestreckter, zweigeschossiger Satteldachbau mit massivem Erdgeschoss und Obergeschoss als offener Holzkonstruktion, 18./1. Hälfte 19. Jh. | D-5-72-135-31           | BW             |
| Hauptstraße 19 (Standort)                                                          | Ackerbürgeranwesen: Brunnen                                                                                              | aus Sandsteinquadern gemauerter, dreiviertelrunder Schacht, 18. Jh. | D-5-72-135-31           | BW             |
| Hauptstraße 23 (Standort)                                                          | Ehemaliger Gasthof | Zweigeschossiger Walmdachbau, Fachwerk, in Teilen massiv, um 1760 | D-5-72-135-32 Wikidata  | weitere Bilder |
| Hauptstraße 31 (Standort)                                                          | Bürgerhaus | Zweigeschossiger traufständiger Halbwalmdachbau, erste Hälfte 19. Jahrhundert | D-5-72-135-34 Wikidata  | weitere Bilder |
| Hauptstraße 33 (Standort)                                                          | Ackerbürgerhaus | zweigeschossiger Eckbau mit Walmdach, 18./19. Jh. | D-5-72-135-35 Wikidata  | weitere Bilder |
| Hauptstraße 33, an der Kapuzinerstraße (Standort)                                  | Nebengebäude | eingeschossiger Halbwalmdachbau, 18./19. Jahrhundert | D-5-72-135-35           | weitere Bilder |
| Hauptstraße 33, an der Kapuzinerstraße (Standort)                                  | Wappenstein von Fürstbischof Graf Lothar Franz von Schönborn (Gründer des ehemaligen dort bestehenden Kapuzinerklosters) | Anfang 18. Jahrhundert | D-5-72-135-35           | weitere Bilder |
| In der Brannerstadt 2 (Standort)                                                   | Wohnhaus | Zweigeschossiger Walmdachbau mit Fachwerkobergeschoss, wohl zweite Hälfte 17. Jahrhundert | D-5-72-135-40           | weitere Bilder |
| Kirchgasse 9 (Standort)                                                            | Wohn- und Geschäftshaus, Stadtapotheke                                                                                   | Zweigeschossiger giebelständiger Mansarddachbau, erste Hälfte 19. Jahrhundert | D-5-72-135-51 Wikidata  | weitere Bilder |
| Ecke Linden-/Bamberger Straße (Standort)                                           | Martersäule | Breiter Vierkantschaft mit hochrechteckigem Aufsatz, darauf Reliefdarstellung Kreuzigung und St. Georg, bezeichnet „1419“ (Nordseite) und „1621“ (Westseite) | D-5-72-135-81 Wikidata  | Martersäule    |
| Ecke Linden-/Bamberger Straße (Standort)                                           | Bildstock | Auf rechteckigem Sockel runder Schaft mit vierseitigem Aufsatz, wohl 17. Jahrhundert | D-5-72-135-82 Wikidata  | Bildstock      |
| Luderschlag; am alten Weg nach Poppenwind (Standort)                               | Steinkreuz | Wohl 17. Jahrhundert | D-5-72-135-86           | weitere Bilder |
| Marktbrunnenstraße 4, Untere Brauhausgasse 2 (Standort)                            | Ackerbürgeranwesen | Doppelwohnhaus, eingeschossiger Massivbau mit Satteldach, Fachwerkgiebel und seitlichen Fachwerkerhöhungen, 1700/01 (dendrochronologisch datiert); Scheune, eingeschossiger Massivbau mit Halbwalmdach, Fachwerkgiebel und zwei getrennten Gewölbekellern, 1749/50 (dendrochronologisch datiert) | D-5-72-135-151          | BW             |
| Marktplatz (Standort)                                                              | Brunnenhaus | Auf Sandsteinsockel vier toskanische Säulen mit Gebälkstücken, darüber zweifach geschweifte schiefergedeckte Haube, Gebälkstücke auf der Westseite bezeichnet „17/52“ mit den Wappen von Höchstadt und Bamberg | D-5-72-135-59 Wikidata  | weitere Bilder |
| Marktplatz 2 (Standort)                                                            | Postamt | Zweigeschossiger giebelständiger massiver Satteldachbau, um 1925 | D-5-72-135-56 Wikidata  | weitere Bilder |
| Marktplatz 2 (Standort)                                                            | Zwei Fensterrahmungen | 17. Jahrhundert | D-5-72-135-56 Wikidata  | BW             |
| Marktplatz 2 (Standort)                                                            | Madonnenfigur | Frühes 18. Jahrhundert | D-5-72-135-56 Wikidata  | weitere Bilder |
| Marktplatz 4 (Standort)                                                            | Bürgerhaus | Zweigeschossiger traufständiger Fachwerkbau mit Satteldach und stichbogiger Tordurchfahrt, Mitte 18. Jahrhundert | D-5-72-135-57 Wikidata  | weitere Bilder |
| Marktplatz 5 (Standort)                                                            | Ehemaliges Rentamt, heute Rathaus                                                                                        | Zweigeschossiger Massivbau mit Walmdach, rustiziertem Erdgeschoss und Gesimsgliederung, Dachgauben mit Spitzhelmdächern, im Kern 18./19. Jahrhundert, Umgestaltung in neuklassizistischen Formen und Erweiterung nach Norden 1898 | D-5-72-135-58 Wikidata  | weitere Bilder |
| Marktplatz 5 (ursprünglich zugehörig zu Obere Brauhausgasse 3) (Standort)          | Ehemalige Stallung | Erdgeschossiger Satteldachbau mit Kreuzgratgewölben, 18. Jahrhundert | D-5-72-135-58 Wikidata  | BW             |
| Obere Brauhausgasse 3 (Standort)                                                   | Wohnhaus | Zweigeschossiger traufständiger Satteldachbau mit Fachwerkgiebel, um 1840/50 | D-5-72-135-60 Wikidata  | weitere Bilder |
| Obere Brauhausgasse 7 (Standort)                                                   | Ehemaliges Brauhaus | Freistehender zweigeschossiger Sandsteinquaderbau mit breitem Walmdach, Pilastergliederung, Stichbogenfenster mit flachen Rahmungen, Guttaae und Schlussstein, barock, bezeichnet „1771“ | D-5-72-135-61 Wikidata  | weitere Bilder |
| Rothenburger Straße 1 a (Standort)                                                 | Villa | Zweigeschossiger Satteldachbau mit unterschiedlichen Annexen, in Formen des reduzierten Historismus und des Jugendstils, 1908 | D-5-72-135-147 Wikidata | weitere Bilder |
| Rothenburger Straße 1 a (Standort)                                                 | Nebengebäude | Zugehörig, im Garten | D-5-72-135-147 Wikidata | BW             |
| Schillerplatz 1 (Standort)                                                         | Wohn- und Geschäftshaus                                                                                                  | Zweigeschossiger Sandsteinquaderbau mit Halbwalmdach, erste Hälfte 19. Jahrhundert | D-5-72-135-63 Wikidata  | weitere Bilder |
| Schillerplatz 2 (Standort)                                                         | Gasthaus | Zweigeschossiger verputzter Walmdachbau mit Fachwerkobergeschoss, frühes 19. Jahrhundert | D-5-72-135-64 Wikidata  | weitere Bilder |
| Schillerplatz 8 (Standort)                                                         | Gasthaus | Zweigeschossiger verputzter Fachwerkbau mit Satteldach, 18. Jahrhundert | D-5-72-135-65 Wikidata  | weitere Bilder |
| Nähe Schloßberg; vor dem Schloss (Standort)                                        | Martersäule | Auf viereckigem Sockel achteckiger Schaft, darauf zweiseitiger Aufsatz mit Kreuzigung Christi, gotisch, bezeichnet „1514“, Sandstein | D-5-72-135-78 Wikidata  | weitere Bilder |
| Schlossberg 9 (Standort)                                                           | Ehemaliges Amtsgericht                                                                                                   | Zweigeschossiger Walmdachbau, spätklassizistisch, um 1870 | D-5-72-135-67 Wikidata  | weitere Bilder |
| Schlossberg 10 (Standort)                                                          | Schloss | Nach Nordosten offene dreiflügelige Anlage über unregelmäßigem Grundriss um einen Brunnenhof, hohe Stützmauern, Südflügel im Kern 13. Jahrhundert, der westlich anschließende Flügel 14./15. Jahrhundert, Ostflügel mit Portal und Erkern um 1580, Angleichung der einzelnen Bauteil und Barockisierung 1713–1715 nach Plänen von Johann Dientzenhofer | D-5-72-135-68 Wikidata  | weitere Bilder |
| Schlossberg 10, im Schlosshof (Standort)                                           | Brunnenhaus | Bezeichnet „1605“ | D-5-72-135-68 Wikidata  | weitere Bilder |
| Schranne 4 (Standort)                                                              | Bürgerhaus | Zweigeschossiger giebelständiger Schopfwalmdachbau mit Zierfachwerk, zweite Hälfte 17. Jahrhundert | D-5-72-135-69 Wikidata  | weitere Bilder |
| Schranne 4 (Standort)                                                              | Immaculata | Holz, gefasst, Anfang 18. Jahrhundert | D-5-72-135-69 Wikidata  | weitere Bilder |
| Nähe Spitalstraße (Standort)                                                       | Heldenfriedhof, ehemaliger Alter Friedhof                                                                                | Wohl 17. Jahrhundert, 1884 aufgelassen, seit 1923 Heldenfriedhof | D-5-72-135-2 Wikidata   | weitere Bilder |
| Nähe Spitalstraße (Standort)                                                       | Neubarocke Kapelle | Einfacher Bau mit dreiseitigem Abschluss, Pietà, 1923 | D-5-72-135-2 Wikidata   | weitere Bilder |
| Spitalstraße 6 (Standort)                                                          | Katholische Spitalkirche St. Anna                                                                                        | Saal mit eingezogenem Chor mit 5/8-Schluss und Dachreiter, 1513, Wiederaufbau nach Schäden durch Stadtbränden 1633 und 1668; mit Ausstattung | D-5-72-135-72 Wikidata  | weitere Bilder |
| Spitalstraße 7 (Standort)                                                          | Ackerbürgerhaus | Zweigeschossiger Walmdachbau mit Fachwerkobergeschoss, bezeichnet „1818“ | D-5-72-135-70 Wikidata  | weitere Bilder |
| Kapuziner Straße (Standort)                                                        | Scheune | Zugehörig, eingeschossiger Halbwalmdachbau, zum Teil Fachwerk, gleichzeitig | D-5-72-135-70 Wikidata  | weitere Bilder |
| Steinwegstraße 5 (Standort)                                                        | Wohnhaus | Zweigeschossiger Satteldachbau mit stichbogigen Fenstern, in Ecklage, im Kern erste Hälfte 19. Jahrhundert, um 1870 aufgestockt und ausgebaut | D-5-72-135-146 Wikidata | weitere Bilder |
| Steinwegstraße 18 (Standort)                                                       | Wohnhaus | Zweigeschossiger Walmdachhaus mit Eckpilastern, um 1780 | D-5-72-135-74 Wikidata  | weitere Bilder |
| Steinwegstraße 20 (Standort)                                                       | Mauer mit Toreinfahrt | Pfosten mit kuppelartigem Aufsatz und Kugel, 18. Jahrhundert | D-5-72-135-75 Wikidata  | weitere Bilder |
| Untere Brauhausgasse 6 (Standort)                                                  | Wohnhaus | Doppelhaushälfte, zweigeschossiger Fachwerkbau mit Walmdach, dendro.dat. 1719/20, Versteinerung der Straßenfassade Ende 18./frühes 19. Jh. | D-5-72-135-162          | BW             |

### Ailersbach
| Lage                                                           | Objekt                              | Beschreibung | Akten-Nr.              | Bild           |
| -------------------------------------------------------------- | ----------------------------------- | --- | ---------------------- | -------------- |
| Ortsausgang nach Großneuses (Standort)                         | Bildstock                           | Rechteckiger Schaft mit vierseitigem Aufsatz und rundbogiger Nische, darin Muttergottesfigur, biberschwanzgedecktes Dächlein, Bekrönungskreuz, Anfang 18. Jahrhundert                                | D-5-72-135-89 Wikidata | weitere Bilder |
| Am Höchstädter Weg; zwischen Ailersbach und Lappach (Standort) | Bildstock                           | Hochrechteckiger Sockel mit Vierkantschaft und zweiseitigem Aufsatz, Marienkrönung, bezeichnet „1865“                                                                                                | D-5-72-135-90 Wikidata | BW             |
| In Ailersbach (Standort)                                       | Katholische Filialkirche St. Martin | Gotische Chorturmanlage mit barocker Zwiebelhaube und gotischem Langhaus, auf der Nordseite ein Sakristeianbau, Mitte 15. Jahrhundert, Barockisierung zweite Hälfte 18. Jahrhundert; mit Ausstattung | D-5-72-135-88 Wikidata | weitere Bilder |
| In Ailersbach (Standort)                                       | Kirchhofmauer                       | Bruchsteinmauerwerk, Mitte 15. Jahrhundert | D-5-72-135-88 Wikidata | weitere Bilder |

### Antoniuskapelle
| Lage                         | Objekt                                     | Beschreibung | Akten-Nr.              | Bild |
| ---------------------------- | ------------------------------------------ | --- | ---------------------- | ---- |
| Antoniuskapelle 2 (Standort) | Katholische Wallfahrtskapelle St. Antonius | Langhaus 1842, Chor 1911, über Kern des 17. Jahrhunderts; Ummauerung der Kapellenfestung, wohl 18. Jahrhundert; mit Ausstattung | D-5-72-135-91 Wikidata | BW   |
| Im Gründl (Standort)         | Bildstock                                  | Vierkantschaft mit vierseitigem Aufsatz und Nische, darin Figur des heiligen Antonius, Sandstein, Ende 17. Jahrhundert          | D-5-72-135-92 Wikidata | BW   |

### Bösenbechhofen
| Lage                         | Objekt                         | Beschreibung                                                          | Akten-Nr.              | Bild           |
| ---------------------------- | ------------------------------ | --------------------------------------------------------------------- | ---------------------- | -------------- |
| In Bösenbechhofen (Standort) | Katholische Kapelle St. Marien | Saalbau mit eingezogenem Chor und Fassadenturm, 1904; mit Ausstattung | D-5-72-135-94 Wikidata | weitere Bilder |

### Etzelskirchen
| Lage                                                                               | Objekt                                    | Beschreibung | Akten-Nr.              | Bild           |
| ---------------------------------------------------------------------------------- | ----------------------------------------- | --- | ---------------------- | -------------- |
| Albrecht-Dürer-Straße 43 (Standort)                                                | Wohnhaus                                  | Zweigeschossiger traufständiger Walmdachbau mit stichbogigen Fenstern und Gurtgesims, mittleres 19. Jahrhundert | D-5-72-135-95 Wikidata | BW             |
| Nähe Ezzilostraße; 500 m südlich des Ortes an der Straße nach Höchstadt (Standort) | Bildstock                                 | Rechtecksockel mit Diamantquaderprofil, Säule auf attischer Basis, vierseitiger Bildaufsatz, Sandstein, bezeichnet „1707“ | D-5-72-135-99 Wikidata | BW             |
| Pfarrer-Eckert-Straße 7 (Standort)                                                 | Pfarrhaus                                 | Zweigeschossiger Walmdachbau, spätklassizistisch, Mitte 19. Jahrhundert | D-5-72-135-97 Wikidata | BW             |
| Pfarrer-Eckert-Straße 9 (Standort)                                                 | Katholische Pfarrkirche St. Jakobus Maior | Chorturmanlage mit barockem, beziehungsweise 1933 um eine Achse erweiterten umorientierten Langhaus, Untergeschoss der Chorturmanlage um 1400, übrige Teile 15. Jahrhundert, Langhausneubau 1566 und 1605, Turmobergeschosse 1764 von Bamberger Hofarchitekt Konrad Fink neu errichtet, Umgestaltung des Langhauses und Anfügung eines Chores 1766, Umbau des Langhauses mit Erweiterung nach Westen und Neubau der Sakristei 1932/33; mit Ausstattung | D-5-72-135-96 Wikidata | weitere Bilder |

### Greiendorf
| Lage                     | Objekt       | Beschreibung | Akten-Nr.      | Bild |
| ------------------------ | ------------ | --- | -------------- | ---- |
| Greiendorf 14 (Standort) | Felsenkeller | ehemals Bierkeller, in den Sandsteinfels gehauene Felsengänge mit Steinbänken zur Fasslagerung, 18./frühes 19. Jh. | D-5-72-135-164 | BW   |

### Greienmühle
| Lage                                                                        | Objekt      | Beschreibung | Akten-Nr.               | Bild           |
| --------------------------------------------------------------------------- | ----------- | --- | ----------------------- | -------------- |
| Schelleite; an der Straßenkreuzung ca. 200 m südlich Greienmühle (Standort) | Bildstock   | Auf rechteckigem Sockel Säule mit ionischem Kapitell, vierseitiger Aufsatz mit rundbogigen Reliefdarstellungen, Sandstein, um 1700                                     | D-5-72-135-103 Wikidata | BW             |
| Greienmühle 1 (Standort)                                                    | Wassermühle | Zweigeschossiger Walmdachbau mit Putzbänderung, um 1800, rückwärtig durch Kunstmühle aufgestockt, 1929, mit Mühlenkanal und Turbinenhaus (mit technischer Ausstattung) | D-5-72-135-102 Wikidata | weitere Bilder |
| Greienmühle 1 (Standort)                                                    | Scheune     | Zugehörig, Massivbau mit Halbwalmdach, zweite Hälfte 18. Jahrhundert                                                                                                   | D-5-72-135-102 Wikidata | weitere Bilder |

### Greuth
| Lage                                                   | Objekt              | Beschreibung | Akten-Nr.               | Bild           |
| ------------------------------------------------------ | ------------------- | --- | ----------------------- | -------------- |
| An der Straße nach Zentbechhofen (Standort)            | Bildstock           | Sandstein, Ende 17. Jahrhundert; nicht nachqualifiziert | D-5-72-135-105 Wikidata | BW             |
| In Greuth (Standort)                                   | Katholische Kapelle | Kleiner Massivbau über gedrungen rechteckigem Grundriss mit dreiseitigem Schluss und Giebelglockenstuhl, im Kern des 18. Jahrhunderts, grundlegende Umgestaltung und Erweiterung 1883–1887 (bezeichnet „1885“); mit Ausstattung | D-5-72-135-104 Wikidata | weitere Bilder |
| Zeilweg; zwischen Greuth und Stiebarlimbach (Standort) | Martersäule         | Sockel mit Vierkantschaft, darauf eisernes Kruzifix, bezeichnet „1885“ | D-5-72-135-106 Wikidata | weitere Bilder |

### Jungenhofen
| Lage                      | Objekt   | Beschreibung | Akten-Nr.               | Bild |
| ------------------------- | -------- | --- | ----------------------- | ---- |
| Jungenhofen 11 (Standort) | Kruzifix | Sandstein, auf dreistufigem Unterbau hohem Sockel darauf Postament mit rundbogigen Spiegeln und geschwungener Verdachung, Schwarzglasplatte mit Inschrift, bekrönendes Kruzifix aus Sandstein mit gusseisernem Korpus, bezeichnet „1901“ | D-5-72-135-148 Wikidata | BW   |

### Kieferndorf
| Lage                                             | Objekt                  | Beschreibung | Akten-Nr.               | Bild |
| ------------------------------------------------ | ----------------------- | --- | ----------------------- | ---- |
| Kieferndorf 7 (Standort)                         | Bauernanwesen: Wohnhaus | zweigeschossiger, giebelständiger Massivbau mit Satteldachbau und Eckpilastern, an der Ostseite breite Fledermausgaube, 2. Hälfte 19. Jh. | D-5-72-135-107 Wikidata | BW   |
| Kieferndorf 7 (Standort)                         | Bauernanwesen: Scheune  | verputzter Massivbau mit Steilsatteldach und Ecklisenen, gleichzeitig                                                                     | D-5-72-135-107          | BW   |
| In Kieferndorf (Standort)                        | Bauernanwesen: Backhaus | kleiner Massivbau mit Satteldach, gleichzeitig                                                                                            | D-5-72-135-107          | BW   |
| In Kieferndorf, östlich Haus Nummer 8 (Standort) | Steinkreuz              | Sandstein, 18. Jahrhundert | D-5-72-135-108 Wikidata | BW   |

### Kleinneuses
| Lage                                          | Objekt    | Beschreibung | Akten-Nr.               | Bild |
| --------------------------------------------- | --------- | --- | ----------------------- | ---- |
| Kleinneuses 1 (Standort)                      | Wohnhaus  | Zweigeschossiger Satteldachbau aus Sandsteinquadern, profilierte Fensterrahmen mit waagerechter Verdachung und Antefixen, um 1830/40 | D-5-72-135-109 Wikidata | BW   |
| Kleinneuses 3 (Standort)                      | Wohnhaus  | Zweigeschossiger Satteldachbau mit Stichbogenfenstern, Sandsteinquader, Mitte 19. Jahrhundert                                        | D-5-72-135-110 Wikidata | BW   |
| Krausheitsberg, auf dem Marterberg (Standort) | Bildstock | Bezeichnet „1626“ | D-5-72-135-111 Wikidata | BW   |

### Lappach
| Lage                                                    | Objekt     | Beschreibung                                                                                       | Akten-Nr.               | Bild           |
| ------------------------------------------------------- | ---------- | -------------------------------------------------------------------------------------------------- | ----------------------- | -------------- |
| In Lappach; Ortsausgang nach Sterpersdorf (Standort)    | Bildstock  | Rechteckiger Sandsteinpfeiler darauf Bildhäuschen mit flach eingetieftem Bildfeld, 16. Jahrhundert | D-5-72-135-112 Wikidata | weitere Bilder |
| In Lappach; am Ortsausgang nach Sterpersdorf (Standort) | Steinkreuz | Mit Kreuzrekief auf Vorder- und Rückseite, Sandstein, wohl 17. Jahrhundert                         | D-5-72-135-114 Wikidata | weitere Bilder |

### Mechelwind
| Lage                    | Objekt     | Beschreibung                                                         | Akten-Nr.               | Bild |
| ----------------------- | ---------- | -------------------------------------------------------------------- | ----------------------- | ---- |
| Mechelwind 2 (Standort) | Herrenhaus | Zweigeschossiger Walmdachbau, barocke Architekturgliederung, um 1700 | D-5-72-135-144 Wikidata | BW   |

### Medbach
| Lage                                                   | Objekt                           | Beschreibung | Akten-Nr.               | Bild |
| ------------------------------------------------------ | -------------------------------- | --- | ----------------------- | ---- |
| Am Eichelgraben; zwischen Medbach und Aisch (Standort) | Steinkreuz                       | Auf der Vorderseite ein Buckel, auf der Rückseite ein Schwert, Sandstein, wohl 17. Jahrhundert                                               | D-5-72-135-121 Wikidata | BW   |
| In Medbach (Standort)                                  | Katholische Kapelle St. Ottilien | Kleiner Satteldachbau mit dreiseitigem Schluss, rundbogigen Fenstern und in die Fassade halb eingerücktem Glockenturm, 1874; mit Ausstattung | D-5-72-135-115 Wikidata | BW   |
| In Medbach (Standort)                                  | Kapelle                          | Massivbau mit Satteldach und dreiseitigem Abschluss, Blendgiebel mit stichbogiger Tür, Mitte 18. Jh.                                         | D-5-72-135-116 Wikidata | BW   |
| Medbach 1 (Standort)                                   | Mühle                            | Zweigeschossiger traufständiger verputzter Satteldachbau mit Ecklisenen und Gurtgesims, Mitte 18. Jahrhundert                                | D-5-72-135-117 Wikidata | BW   |
| Medbach 1 (Standort)                                   | Kleinhaus                        | Eingeschossiger Satteldachbau mit Lisenen, Ende 18./Anfang 19. Jahrhundert                                                                   | D-5-72-135-117 Wikidata | BW   |
| Medbach 1 (Standort)                                   | Hofeinfahrt                      | Barock, mit zwei Sandsteinpfosten, 18. Jahrhundert                                                                                           | D-5-72-135-117 Wikidata | BW   |
| Medbach 16 (Standort)                                  | Inschrifttafel                   | Ende 17. Jahrhundert; nicht nachqualifiziert                                                                                                 | D-5-72-135-118 Wikidata | BW   |

### Nackendorf
| Lage                                     | Objekt                                  | Beschreibung                                                                                             | Akten-Nr.               | Bild           |
| ---------------------------------------- | --------------------------------------- | --- | ----------------------- | -------------- |
| Nackendorf 1 (Standort)                  | Scheune                                 | Vierzoniger Fachwerkbau mit Vollwalmdach, wandhohe gezapfte Andreaskreuze, zweite Hälfte 16. Jahrhundert | D-5-72-135-145 Wikidata | BW             |
| Nackendorf 20 (Standort)                 | Katholische Filialkirche St. Laurentius | Saal mit eingezogenem Chor, erbaut 1742, Westturm um 1860, Sakristeianbau 1921; mit Ausstattung          | D-5-72-135-122 Wikidata | weitere Bilder |
| Nackendorf 20, vor der Kirche (Standort) | Kreuzigungsgruppe                       | Auf Sandsteinsockeln mit spitzbogigem Rahmenfeld, von Heinrich Mantel, Erlangen 1902                     | D-5-72-135-122 Wikidata | weitere Bilder |

### Schwarzenbach
| Lage                        | Objekt                  | Beschreibung                                                                                      | Akten-Nr.               | Bild           |
| --------------------------- | ----------------------- | ------------------------------------------------------------------------------------------------- | ----------------------- | -------------- |
| In Schwarzenbach (Standort) | Brunnen mit Brunnenhaus | 17. Jahrhundert                                                                                   | D-5-72-135-124 Wikidata | weitere Bilder |
| Schwarzenbach 3 (Standort)  | Wohnstallhaus           | Eingeschossiger Mansarddachbau mit Krüppelwalm, bezeichnet „1827“, verändert Ende 19. Jahrhundert | D-5-72-135-123 Wikidata | weitere Bilder |
| Schwarzenbach 3 (Standort)  | Scheune                 | Sandsteinquaderbau mit Satteldach, 2. Hälfte 19. Jh.                                              | D-5-72-135-123 Wikidata | BW             |

### Sterpersdorf
| Lage                                                   | Objekt                                  | Beschreibung | Akten-Nr.               | Bild           |
| ------------------------------------------------------ | --------------------------------------- | --- | ----------------------- | -------------- |
| Große Wiesen; Straße nach Weidendorf (Standort)        | Bildstock, sogenannte St.-Georgs-Marter | Auf quadratischem Sockel gebauchte Säule, vierseitiger Aufsatz mit rundbogigen Reliefdarstellungen, bezeichnet „1732“                                                                           | D-5-72-135-129 Wikidata | weitere Bilder |
| Große Wiesen; an der Straße nach Weidendorf (Standort) | Bildstock, sogenannte Rote Marter       | Vierkantschaft auf Betonsockel, vierseitiger Aufsatz mit offener Ädikula, Zeltdach mit Kreuz, erstes Drittel 18. Jahrhundert                                                                    | D-5-72-135-128 Wikidata | weitere Bilder |
| In Sterpersdorf (Standort)                             | Felsenkeller                            | ehemals Bierkeller, in den Sandsteinfels gehauene Felsengänge mit Steinbänken zur Fasslagerung, Mitte 19. Jh.                                                                                   | D-5-72-135-163          | BW             |
| Von Weidendorf nach Sterpersdorf (Standort)            | Bildstock                               | Vierkantschaft mit abgefasten Kanten, vierseitiger Ädikula-Aufsatz mit Reliefdarstellungen (ursprünglich von anderem Bildstock), Sandstein, Mitte 18. Jahrhundert                               | D-5-72-135-130 Wikidata | weitere Bilder |
| Sterpersdorf 118 (Standort)                            | Mühlenanwesen: Haupthaus                | Stattlicher, zweigeschossiger Walmdachbau mit Sandsteinquadererdgeschoss, Fachwerkobergeschoss und Walmdachgauben, erste Hälfte 18. Jahrhundert                                                 | D-5-72-135-127 Wikidata | weitere Bilder |
| In Sterpersdorf (Standort)                             | Mühlenanwesen: Stall und Säge           | Langgestreckter Fachwerkbau mit Satteldach und Sandsteinquadersockel, 18. Jahrhundert | D-5-72-135-127 Wikidata | weitere Bilder |
| In Sterpersdorf (Standort)                             | Mühlenanwesen: Scheune                  | Sandsteinquaderbau mit mächtigem Krüppelwalmdach, 18. Jahrhundert | D-5-72-135-127 Wikidata | weitere Bilder |
| In Sterpersdorf (Standort)                             | Mühlenanwesen: Erdkeller                | Sandsteinquaderkeller mit Tonnengewölbe, 18. Jahrhundert | D-5-72-135-127 Wikidata | weitere Bilder |
| In Sterpersdorf (Standort)                             | Mühlenanwesen: Stall                    | Sandsteinquaderbau mit Schopfwalmdach, 18. Jahrhundert | D-5-72-135-127 Wikidata | weitere Bilder |
| Sterpersdorf 118 (Standort)                            | Mühlenanwesen: Hoftor                   | rechteckige Sandsteinpfeiler mit Dreiecksschildern, 1. Hälfte 19. Jh. | D-5-72-135-127 Wikidata | BW             |
| Aisch (Standort)                                       | Mühlenanwesen: Brücke                   | gepflasterte Steinbrücke, 18. Jahrhundert | D-5-72-135-127 Wikidata | BW             |
| Aisch (Standort)                                       | Mühlenanwesen: Mühlgraben               | von Sandsteinmauern eingefasst, 18. Jahrhundert | D-5-72-135-127 Wikidata | BW             |
| Sterpersdorf 118; Aisch; In Sterpersdorf (Standort)    | Mühlenanwesen: Wegkreuz                 | 18./19. Jahrhundert | D-5-72-135-127 Wikidata | weitere Bilder |
| Sterpersdorf 56 (Standort)                             | Pfarrhaus                               | Zweigeschossiger Walmdachbau mit profiliertem Gurtgesims, Fenster mit gerader verdachung, spätklassizistisch, um 1870                                                                           | D-5-72-135-126 Wikidata | weitere Bilder |
| Sterpersdorf 95 (Standort)                             | Katholische Pfarrkirche St. Vitus       | Gotische Chorturmanlage der zweiten Hälfte des 15. Jahrhunderts, Wiederherstellung der Kapelle nach Dreißigjährigem Krieg 1683, Erweiterung des Langhauses um zwei Achsen 1924; mit Ausstattung | D-5-72-135-125 Wikidata | weitere Bilder |

### Zentbechhofen
| Lage                                                                                  | Objekt                                             | Beschreibung | Akten-Nr.               | Bild           |
| ------------------------------------------------------------------------------------- | -------------------------------------------------- | --- | ----------------------- | -------------- |
| Am Steinbruch 4 (Standort)                                                            | Bildstock                                          | Sockel mit profilierter Abdeckplatte, runder Schaft und vierseitiger Aufsatz, Bekrönung eisernes Dreifachkreuz mit Christus, wohl 18. Jahrhundert                                                      | D-5-72-135-137 Wikidata | BW             |
| Greuther Straße 4 (Standort)                                                          | Bauernanwesen: Wohnhaus                            | zweigeschossiger Halbwalmdachbau mit Eckpilastern und Gurtgesims, bezeichnet „1837“ | D-5-72-135-131 Wikidata | weitere Bilder |
| Nähe Greuther Straße (Standort)                                                       | Bauernanwesen: Scheune                             | massiver Satteldachbau, bezeichnet „1899“ | D-5-72-135-131 Wikidata | weitere Bilder |
| Höchstadter Straße 5 (Standort)                                                       | Bildstock                                          | Oktogonaler Schaft mit hochformatigem Aufsatz mit Dreiecksgiebeln, Sandstein, neugotisch, bezeichnet „1858“                                                                                            | D-5-72-135-136 Wikidata | BW             |
| Kaltenbach; ca. 2 km südöstlich des Ortes an der Straße nach Zentbechhofen (Standort) | Feldkapelle                                        | Verputzt, Giebeldach mit Ziegeln, Ende 19. Jahrhundert | D-4-71-172-34 Wikidata  | BW             |
| Pfarreräcker; Straße nach Greuth (Standort)                                           | Bildstock                                          | Hochrechteckiger Sockel mit Vierkantschaft, darin Bildnische, gusseisernes Kruzifix, bezeichnet „1874“                                                                                                 | D-5-72-135-138 Wikidata | BW             |
| Pfarrer-Reichelt-Platz (Standort)                                                     | Steinkreuz                                         | Wohl 17. Jahrhundert | D-5-72-135-139          | weitere Bilder |
| Pfarrer-Reichelt-Platz 1 (Standort)                                                   | Pfarrhof: ehemaliges Amtshaus                      | Zweigeschossiger Mansardwalmdachbau mit geböschtem Sockel, flachen Mittelrisaliten und gequaderten Ecklisenen, 1746, geringfügiger Umbau 1885                                                          | D-5-72-135-132 Wikidata | weitere Bilder |
| Pfarrer-Reichelt-Platz 1 (Standort)                                                   | Pfarrhof, Nebengebäude                             | Eingeschossiger Halbwalmdachbau mit Durchfahrt, Fachwerk, 18. Jahrhundert | D-5-72-135-132 Wikidata | weitere Bilder |
| Pfarrer-Reichelt-Platz 1 (Standort)                                                   | Pfarrhof: Hoftor                                   | genutete Sandsteinpfosten mit Kugelaufsätzen, 18. Jahrhundert | D-5-72-135-132 Wikidata | weitere Bilder |
| Pfarrer-Reichelt-Platz 3 (Standort)                                                   | Katholische Pfarrkirche St. Leonhard               | Spätgotische Chorturmanlage, Chorturm und Teile des Langhauses zweite Hälfte 15. Jahrhundert, Langhaus im Übrigen 1734/35 von Martin Schreffel, moderne Querhauserweiterung 1972–1974; mit Ausstattung | D-5-72-135-134 Wikidata | weitere Bilder |
| Pfarrer-Reichelt-Platz 3 (Standort)                                                   | Kirchhofmauer                                      | Wehrmauer aus Sandsteinquadermauerwerk, 15. Jh., ergänzt 18. Jh. | D-5-72-135-134 Wikidata | weitere Bilder |
| Pfarrer-Reichelt-Platz 5 (Standort)                                                   | Wohnhaus, heute Kindergarten, ehemaliges Schulhaus | Zweigeschossiger Walmdachhaus mit profiliertem Gurtgesims, 18./19. Jahrhundert | D-5-72-135-135 Wikidata | weitere Bilder |
| Pfarrer-Reichelt-Platz 7 (Standort)                                                   | Wohnhaus, ehemaliges Pfarrhaus                     | Zweigeschossiger verputzter Walmdachbau über hohem Sockel, erste Hälfte 19. Jahrhundert | D-5-72-135-133 Wikidata | weitere Bilder |
| Odental (Standort)                                                                    | Steinkreuz                                         | Wohl 17. Jahrhundert | D-5-72-135-140 Wikidata | BW             |

## Ehemalige Baudenkmäler
In diesem Abschnitt sind Objekte aufgeführt, die früher einmal in der Denkmalliste eingetragen waren, jetzt aber nicht mehr. Objekte, die in anderem Zusammenhang – also z. B. als Teil eines Baudenkmals – weiter eingetragen sind, sollen hier nicht aufgeführt werden. Aktennummern in diesem Abschnitt sind ehemalige, jetzt nicht mehr gültige Aktennummern.

| Lage                                   | Objekt                           | Beschreibung | Akten-Nr.               | Bild           |
| -------------------------------------- | -------------------------------- | --- | ----------------------- | -------------- |
| Höchstadt Bamberger Straße 5, 7        | Schlussstein                     | Bezeichnet mit „1831“ | D-5-72-135-11 Wikidata  | BW             |
| Höchstadt Hauptstraße 23 (Standort)    | Ehemaliger Gasthof, Nebengebäude | | D-5-72-135-32 Wikidata  | BW             |
| Höchstadt Hauptstraße 23 (Standort)    | Madonnenfigur                    | Sandstein, gleichzeitig | D-5-72-135-32 Wikidata  | BW             |
| Höchstadt Hauptstraße 27 (Standort)    | Bürgerhaus                       | Zweigeschossiger Walmdachbau mit verputztem Fachwerkobergeschoss, teilweise modernisiert, frühes 19. Jahrhundert                                                                               | D-5-72-135-33 Wikidata  | weitere Bilder |
| Höchstadt Kapuzinerstraße 8 (Standort) | Bürgerhaus                       | Zweigeschossiger verputzter Walmdachbau mit Fachwerkobergeschoss, profilierte Traufe mit Zahnfries, seitlichem Gurtgesims und Guttae unter den Fenstern, Biedermeier, bezeichnet „H.B.M. 1817“ | D-5-72-135-42 Wikidata  | weitere Bilder |
| Etzelskirchen Pfarrer-Eckert-Straße 17 | Bauernanwesen                    | Wohnhaus zweigeschossiger giebelständiger Halbwalmdachbau mit stichbogigen Fenstern und Ecklisenen, mittleres 19. Jahrhundert, im Kern zweite Hälfte 17. Jahrhundert                           | D-5-72-135-98 Wikidata  | BW             |
| Etzelskirchen Pfarrer-Eckert-Straße 17 | Scheune                          | Sandsteinquaderbau mit Satteldach, 18. Jahrhundert | D-5-72-135-98 Wikidata  | BW             |
| Lappach Weg nach Ailersbach            | Bildstock                        | Bezeichnet „1777“ | D-5-72-135-113 Wikidata | BW             |
| Medbach Gemeindescheuer                | Gemeindescheuer                  | Sandsteinquader und Fachwerk, Anfang 19. Jahrhundert; nicht nachqualifiziert | D-5-72-135-120 Wikidata | BW             |